# Lego Ninjago: Maeștrii Spinjitzu
Ninjago (cunoscut anterior ca Ninjago: Maeștrii Spinjitzu până în 2019) este un serial de animație pe computer de fantezie înaltă și supereroi produs de Grupul Lego. A fost creat să coincidă cu linia de jucării de construcție Lego Ninjago, care este bazată pe personaje și evenimente din serial. Se concentrează pe lumea fictivă Ninjago, spunând povestea a șase ninja și luptele lor împotriva forțelor răului. Serialul a fost creat de Tommy Andreasen și Michael Hegner, doi producători danezi de film. Povestea a fost semnată de frații Dan și Kevin Hageman până la al nouălea sezon, fiind succedați ca scriitori principali de Bragi Schut. Serialul prezintă o distribuție de ansamblu de actori de dublaj care au avut roluri recurente. Distribuția vocală în limba engleză a fost înregistrată în Vancouver, Canada pe toată perioada serialului. Muzica a fost marcată de compozitorii Jay Vincent și Michael Kramer.
Serialul a fost în producție continuă de peste un deceniu, și a celebrat a zecea aniversare pe 14 ianuarie 2021. A început cu două episoade pilot în ianuarie 2011, care au fost urmate de două sezoane de 13 episoade din decembrie 2011 până în noiembrie 2012. Atât linia Lego cât și serialul au fost plănuite inițial să dureze trei ani cu al doilea sezon fiind sfârșitul original. Totuși, succesul serialului și a liniei de jucării au condus la continuarea acestuia cu încă treisprezece sezoane, un special, o adaptare de film și un miniserial de patru episoade fiind lansate. Ninjago: Maeștrii Spinjitzu a fost produs în Copenhaga, Danemarca de Will Film ApS pentru episoadele pilot și sezoanele 1–10. Producția a fost relocată în Vancouver, Canada la WildBrain Studios pentru sezoanele 11–15, iar serialul a fost redenumit simplu, Ninjago. Serialul a luat sfârșit pe 1 octombrie 2022, cu a doua parte a sezonului 15 fiind lansată pe Netflix în Australia și Noua Zeelandă.
Serialul a fost succedat de o continuare, intitulată Ninjago: Ascensiunea Dragonilor, care a avut premiera pe 1 iunie 2023 pe Netflix.
Serialul a avut premiera în România pe 23 februarie 2015 pe canalul Cartoon Network, dar înainte de aceasta Megamax a difuzat primele 2 sezoane în 2013.

## Despre serial
Acțiunea se petrece pe o insulă ficțională numită Ninjago și prezintă aventurile unei echipe de șase Ninja adolescenți de a proteja tărâmul de diverse amenințări: de la scheleți și șerpi, până la roboți, fantome, pirați și chiar o bandă de motocicliști. Mai târziu este dezvăluit că Ninjago este doar unul dintre cele 16 tărâmuri existente, astfel că anumite evenimente se petrec și în alte tărâmuri.

### Sezonul Pilot
În episoadele pilot Sensei Wu (unul dintre cei doi fii ai Primului Maestru Spinjitzu, creatorul Ninjago-ului) se străduiește să antreneze patru Ninja adolescenți pe calea unei arte de luptă antică numită Spinjitzu (care se manifestă ca o mișcare elementară sub formă de tornadă, mai rapidă decât orice stil de luptă normal) pentru a-l ajuta să-l învinge pe fratele său corupt, Lord Garmadon, și să-l oprească să obțină puterea supremă a celor patru Arme de Aur - Sabia de Foc, Coasa de Cutremure, Nunchuckurile de Fulger și Shurikenurile de Gheață. Călătorind prin Ninjago, Wu și cei patru elevi ai săi, Kai (Ninja de foc), Jay (Ninja de fulger), Zane (Ninja de gheață) și Cole (Ninja de pământ) recuperează Armele de Aur și înfruntă armata de Scheleți din Lumea de Jos trimisă de Garmadon. Kai o salvează pe sora sa, Nya, a cărei capturare a alimentat dorința de a deveni un Ninja, și Ninja fac pace cu dragonii gardieni ai Armelor de Aur. Cu toate acestea, pentru a păstra Sabia de Foc departe de Garmadon, Wu călătorește în Lumea de Jos pentru a lupta cu fratele său corupt. Cei patru Ninja îl urmează pe Wu călare pe dragoni, care au capacitatea de a călători între lumi. După ce înving armata de Scheleți cu o mișcare nouă de Spinjitzu, Tornada Creației, ei se alătură lui Wu care se luptă cu generalul armatei, Samukai, care deține trei Arme de Aur (Nunchuckurile, Shurikenurile și Coasa - furate de la Ninja mai devreme în timp ce aceștia se odihneau în pădurile din apropierea Templului de Foc). Wu este învins și Samukai încearcă să ia sabia, dar este distrus din cauza puterii lor combinate, căreia nimeni nu îi poate rezista cu excepția Primului Maestru Spinjitzu. Armele creează un portal spațiu-temporal prin care Garmadon scape, dar jură să se întoarcă într-o bună zi cu suficientă putere pentru a mânui toate cele patru Arme de Aur. Cu Garmadon plecat, echilibrul este temporar restabilit, iar Ninja se pregătesc să se antreneze pentru ziua în care Lordul Întunericului se va întoarce.

### Sezonul 1 (Ascensiunea șerpilor)
Sezonul 1 începe cu Ninja încercând să determine cine dintre ei va deveni Ninja Verde care, conform unei profeții, este războinicul destinat să îl înfrunte pe Lordul Întunecat, determinând soarta Ninjago-ului. Povestea se concentrează pe tânărul fiu al lui Garmadon, Lloyd Garmadon, care a dezlănțuit un rău vechi: o armată de patru triburi asemănătoare șerpilor, cunoscuți sub numele de Serpentini. Aceștia sunt uniți de către Pythor, ultimul membru în viață al celui de-al cincilea trib, Anacondrai. Wu reușește să-l convingă pe Lloyd să se alăture ("Cel mai bun mod de a-ți învinge dușmanul ... este să-l faci prietenul tău"), în timp ce Ninja se luptă Serpentini cu ajutorul Nyei în noul ei costumul de Samurai X. Garmadon, având acum patru brațe, se întoarce în Ninjago să-i ajute pe Ninja să îi oprească pe Serpentini care încearcă să dezlănțuie un șarpe uriaș numit Marele Devorator. Totuși, planul lor nu merge așa cum au plănuit când Pythor este mâncat de către Devorator iar Serpentinii se ascund din nou. Lloyd este dezvăluit a fi Ninja Verde, iar Garmadon folosește Armele de Aur pentru a-l distruge pe Marele Devorator, după care fuge ele.

### Sezonul 2 (Ascensiunea lui Ninja Verde)
În sezonul 2 Ninja se pregătesc să-l antreneze pe Lloyd să devenă Ninja Verde. Ninja îl antrenează pe Lloyd pentru a fi pregătit să îl confrunte pe tatăl său într-o zi și să salveze Ninjago, lucru de care lui Lloyd i-a fost mereu teamă să o facă, din cauza legăturii sale cu Garmadon. Între timp, Garmadon încearcă să oprească antrenamentul fiului său, astfel că îi recrutează pe Serpentinil și îmbină Armele de Aur în Arma Supremă. După ce ultima încercare a lui Garmadon se termină cu îmbătrânirea lui Lloyd către un adolescent de aceiași vârstă ca și cei patru mentori, Garmadon încearcă să călătorească în trecut și să schimbe prezentul. Cei patru Ninja îl urmează pe Garmadon în trecut și folosesc Armele de Aur de atunci pentru a distruge Arma Supremă, restabilind cronologia și trimițând Armele de Aur în spațiu. În timp ce Garmadon este trădat de Serpentini și se trezește pe o insulă cu o voce necunoscută numită Overlord, veninul Marelui Devorator se strecoară în catacombele de sub Ninjago și trezește Armata de Piatră, războinici indestructibili care au luptat alături de Overlord împotriva Primului Maestru Spinjitzu cu secole în urmă. Aceștia îi închid pe Serpentini în subteran și atacă Orașul Ninjago. Împreună cu mama lui Lloyd, Misako, Ninja călătoresc spre insula Întunecată pentru a-l opri pe Garmadon. În drumul lor ei se întâlnesc creatorul lui Zane, Dr. Julien, care li se alătură. Ninja nu reușesc să oprească numărătoarea inversă până la bătălia finală, iar Overlord este dezvăluit a fi Lordul Întunecat din profeție. Acesta îl posedă Garmadon și se îndreaptă spre Ninjago pentru a-l transforma în Întuneric deplin. Lloyd își folosește noua sa Putere de Aur pentru a-l învinge pe Overlord și a salva Ninjago. Acest lucru îl curăță totodată pe Garmadon de tot răul din el.. Astfel, Garmadon redevine bun și se reunește cu familia sa, iar Ninja își sărbătoresc victoria.

### Sezonul 3 (Rebooted)
În sezonul 3 Orașul Ninjago a fost reconstruit într-o metropolă futuristă și a fost redenumit Orașul New Ninjago. Ninja, în căutare de acțiune, află că Overlord a supraviețuit bătăliei finale și a intrat în Digivers, o lume digitală. Cyrus Borg, fondatorul Industriilor Borg, își dă seama de acest lucru și le dă celor patru Ninja Techno Blades, care pot fi folosite pentru a-l distruge pe Overlord digital. Overlord se folosește un android construit de Borg numit P.I.X.A.L. pentru a crea o armată de Nindroizi conform planurile tehnice și schițelor lui Zane. Overlord intenționează să îl captureze pe Lloyd, deoarece Puterea acestuia de Aur îi poate permită să scape din lumea digitală. Hard drive-ul care îl conține pe Overlord este mai târziu furat de Pythor, care a supraviețuit după ce a fost mâncat de Marele Devorator. Pythor îl capturează pe Lloyd, iar Overlord scurge din acesta aproape toată Puterea sa de Aur. Deși Ninja îl înving pe Overlord în Digivers, Overlord scapă din tărâmul digital și capătă o formă fizică parțială. Lloyd își împarte apoi Puterea de Aur rămasă cu cei patru Ninja, știind că puterea ar fi o mare responsabilitate pentru el să o poarte singur. Overlord, care trebuie să-și finalizeze transformarea, trimite Nindroizii în spațiu pentru a recupera Armele de Aur din constelația Arcturus. În ciuda eforturilor echipei Ninja, aceștia îi aduc armele lui Overlord, care devine Maestrul de Aur, împlinind o veche profeție a Serpentinilor (care trăiesc acum în subteran și sunt aliați ai echipei Ninja), și începe distrugerea Orașului New Ninjago. Cu nici o altă opțiune, Zane se sacrifică pentru a-l distruge pe Maestrul de Aur. Ninja și prietenii lor iau parte la comemorare, dar pierderea lui Zane duce la destrămarea echipei. Totuși, există șanse ca Zane să mai trăiască.

### Sezonul 4 (Turneul Elementelor)
În timpul celui de-al patrulea sezon, Ninja participă la "Turneul elementelor", unde află că Zane este încă în viață, fiind reconstruit folosind titan. Turneul este condus de Maestrul Chen (un fanatic Anacondrai și fostul mentor rău al lui Garmadon) și asistentul lui Clouse, care cunoaște magia întunecată și a fost instruit alături de Garmadon. Turneul găzduiește mulți maeștri elementali despre care Ninja niciodată nu au știut că există. Când cineva este eliminat din turneu, Chen folosește în secret "Toiagul Elementelor" pentru a-i fura puterile. În cele din urmă, Nya merge în căutarea echipei Ninja și află că Chen intenționează să folosească puterile furate pentru a se transforma pe el și pe urmașii lui în Anacondrai. Deși Kai distruge Toiagul Elementelor, Chen constată că vraja poate fi încheiată cu fiica sa Skylor, datorită puterii elementare de absorbție. Chen reușește să finalizeze vraja și toți cei care posedă un tatuaj Anacondrai (inclusiv el, Skylor și Sensei Garmadon) se transformă în Anacondrai. Chen și urmașii săi se duc în Ninjago pentru a începe un al doilea Război Serpentin, în timp ce maeștrii elementari (inclusiv Ninja) descoperă cum să invoce dragonii lor elementali. Chen îl folosește pe Pythor pentru a face vraja permanentă, iar singura speranță a maeștrilor elementari este să-i oprească la Coridorul Vârstnicilor. Cu ajutorul tuturor celor loiali din Ninjago (inclusiv Serpentinii), echipa Ninja și maeștrii elementari încep lupta. Garmadon se sacrifică pentru a-i învinge pe Chen și armata lui, eliberând spiritele generaliilor Anacondrai, care au fost alungați în Tărâmul Blestemat în timpul Războiul Serpentin original. Aceștia îi izgonesc pe Chen și armata lui în Tărâmul Blestemat, alături de Garmadon. Ninja îl comemorează pe Garmadon și ard cartea cu vrăji, în timp ce o figură misterioasă iese din Tărâmul Blestemat.

### Sezonul 5 (Posedarea)
În timpul celui de-al cincilea sezon, după sacrificiul lui Garmadon, Morro (maestrul elementar al vântului și primul student vreodată al lui Wu) scapă din Tărâmul Blestemat și îl posedă pe Lloyd. Morro face acest lucru astfel încât să poată găsi Cristalul Tărâmurilor, pentru ca să o poată aduce pe stăpâna sa, Preeminent, în lumea fizică, pentru a blestema și, eventual, a conduce, toate cele 16 tărâmuri. Cei patru Ninja, împreuna cu Wu, Nya (care este dezvăluită ca fiing maestrul elementar al apei), și Misako calatoresc in zone necunoscute pentru a găsi mormantul Primului Maestru Spinjitzu si pentru a lua Cristalul Tărâmurilor înainte de Morro. Morro fură Armura Aliaților a lui A'zure, o armură care poate convoca aliați și cheamă o armată de fantome care să-l ajute. După ce au luat Aeroblades (care poate învinge o fantomă) de la Ronin (un mercenar cu care Ninja au avut de făcut în trecut și care devine noul "partener în afaceri" a lui Wu), învață Airjitzu de la fantoma Maestrului Yang (cu prețul lui Cole care devine o fantomă) și recuperează Sabia Sanctuarului din Regatul Norilor (unul din cele 16 tărâmuri ), Ninja descoperă mormântul subacvatic. Ninja găsesc Cristalul Tărâmurilor, dar decid să îl salveze Lloyd (care este acum liber de posesia lui Morro), și i-l dau lui Morro în schimbul lui Lloyd. Morro și aliații lui fantome, cu ajutorul Cristalului, o aduc Preeminentul în Ninjago. În timp ce Ninja evacuează pe toată lumea din orașul Stiix, Nya își deschide adevăratul potențial și creează un val care o îneacă pe Preeminent. Morro, care își realizează toate greșelile, îi dă lui Wu Cristalul și se îneacă cu stăpâna sa. Ninja folosesc Cristalul Tărâmurilor pentru a-l aduce înapoi Lloyd din Tărâmul Blestemat, care este gata să-și înceapă antrenamentul de a deveni Maestru. De asemenea, acesta a primit robele tatălui său, în timp ce cei doi se aflau împreună pentru scurt timp în Tărâmul Blestemat care, acum distrus, i-a omorât pe toți cei din el, inclusiv pe Garmadon.

### Sezonul 6 (Pirații Cerului)
În timpul sezonului șase, Ninja sunt populari datorită salvării Ninjago de către Preeminent. Dar problemele apar atunci când Clouse se întoarce după ce a scăpat din Tărâmul Blestemat și îl eliberează pe Nadakhan, un duh care poate acorda trei dorințe fiecărei persoane și capturează oamenii, dacă își doresc să "treacă totul"(folosind acest truc pe Clouse). Nadakhan le înscenează celor 6 Ninja niște crime pe care nu le-au comis în timp ce Ninja se află în Stiix. Misako încearcă să-i salveze în Bounty, dar ea și nava sunt capturate de poliție, și ulterior capturate de Nadakhan, împreună cu Wu. Ninja încearcă să scape de poliție, dar sunt prinși și arestați de Ronin în schimbul unei reputații curate. Ninja sunt aruncați în închisoarea Kryptarium, dar scapă cu ajutorul căpitanului Soto, care le spune cum să găsească singurul lucru care poate îl opri pe Nadakhan: veninul unei Văduve Tigrate. Între timp, Jay își folosește primele două dorințe și află că a fost adoptat. Nadakhan află că Tărâmul Blestemat a fost distrus de Ninja și, ca reacțiune, și Tărâmul Duhurilor (Dinjago) odată cu el. Astfel Nadakhan folosește Cristalul Tărâmurilor pentru a-și elibera echipajul și plănuiește să reconstruiască Dinjago și să se răzbune pe Ninja, capturându-i în Sabia Sufletelor, moștenită de la un rege duh la altul. Nadakhan și echipajul său atacă orașul Ninjago și îl capturează pe Kai in Sabia Sufletelor, alături de ceilalți. Ninja navighează spre insula Tiger Widow pentru a obține veninul. Aceștia reușesc să ia veninul, dar Zane este capturat în sabie, Jay este răpit de Nadakhan, iar Nya, Lloyd și Cole sunt blocați pe insulă până când Ronin și comisarul de poliție vin să-i salveze, după ce au aflat că sunt nevinovați. După ce au atacat nava zburătoare a lui Nadakhan, Misfortune's Keep, Jay și Nya sunt singurii doi Ninja rămași.  Ei se ascund în farul dr. Julien, unde se întâlnesc cu Echo Zane, omologul lui Zane. Jay este forțat să scape, în timp ce Nya este răpită deoarece Nadakhan dorește să se căsătorească cu ea (astfel ar fi căpătat puterea de a-și împlini dorințe nelimitate, însa membrii echipajului său nu știau de acest lucru întrucât Nadakhan doar s-a folosit de ei, și nu avea de gând să-i răsplătească). Jay fromează o echipă împreună cu Echo Zane, Ronin, comisarul, Soto, Skylor și Dareth pentru a-i salva pe ceilalți Ninja. Ei reușesc să fure Sabia Sufletelor și să îi elibereze pe Ninja, Wu și Misako, dar Nadakhan primește dorințele Infinite și îngheață pe toată lumea, cu excepția lui Jay. Însă Nadakhan este otrăvit de venin de către Flintloke care s-a alaturat echipei Ninja după ce Nadakhan i-a trădat pe toți. Însă, veninul o lovește pe Nya, iar ea moare. Un Jay descurajat folosește ultima sa dorință pentru a șterge evenimentele recente și a se asigura că Clouse nu a găsit ceainicul  Tyrahn, în care a fost prins Nadakhan. Astfel evenimentele sezonului nu au loc niciodată. Ca rezultat, Nadakhan nu este eliberat niciodată, iar Jay și Nya, care sunt singurii care își amintesc evenimentele șterse, își reînnoiesc relația.

### Episodul Special (Ziua Răposaților)
În acest episod special de 44 de minute, Cole se confruntă din nou cu Sensei Yang, creatorul airjitzu și cel care răspunde de faptul că Cole este fantomă. El îi înviază pe ticăloșii din trecut, folosind statuile lor din Sala de Ticăloșie de la muzeu. Fiecare merge după un Ninja: Samukai luptă cu Jay,  Pythor luptă cu Lloyd, Kozu luptă cu Dareth, Cyrptor luptă cu Zane, Chen luptă cu Kai și Nya și Wu luptă cu Morro. În cele din urmă, toți Ninja își înving inamicii care mor din nou (cu excepția lui Pythor care nu a murit niciodată și scapă, și a lui Morro care nu a dorit să lupte și l-a avertizat pe Wu ce se întâmplă înainte de a deveni din nou statuie). Yang luptă cu Cole, dar se oprește când își dau seama că au ceva în comun: ambii au fost uitați. Eclipsa lunară care le permite să redevină oameni aproape se închide și Cole și Yang fac airjitzu și se îndreaptă spre ruptură. Yang rămâne în urmă, în timp ce doar 99% din Cole face acest lucru prin ruptură și redevine om, lăsând 1% ca o cicatrice verde. Ninja își sărbătoresc victoria și transformă Templul lui Yang în noua lor bază.

### Sezonul 7 (Stăpănii Timpului)
În sezonul șapte, Ninja se luptă cu Acronix și Krux, maeștrii elementali ai timpului, care au puterea de a manipula timpul. Ninja și Wu se confruntă  prima dată cu Acronix la vechea mănăstire. Acronix se teleportează cu ajutorul uneia dintre cele 4 Lame ale Timpului și îl lovește pe Wu cu "pumnul timp", accelerându-i îmbătrânirea. Ninja cred că Acronix a fost învins, dar când ceva îi atacă pe Zane, ei se uită în amintirile lui și încetinesc înregistrarea, văzând că Acronix l-a atacat pe Zane în timp ce acesta era distras de Dr. Saunders, custodele muzeului de istorie. Kai descoperă că Dr. Saunders este de fapt Krux, al doilea Geamăn al Timpului, și le spune și celorlalți. Între timp, Gemenii Timpului adună o armată numită Vermillion, războinici șarpe samurai, obținuți din ouăle Marelui Devorator. Ei răpesc toți producătorii de metal și cei mai pricepuți meșteri din Ninjago pentru a ajuta la construirea "Blestemului de Fier", care le va putea permite să călătorească în timp dacă colectează toate cele 4 lame ale timpului: Lama de Accelerare (deja în posesia lui Acronix, are puterea de a accelera timpul), Lama de Încetinire (poate încetini timpul), Lama de Oprire (care poate opri timpul) și Lama de Reversare (care poate reversa timpul). Ninja pun mâna pe Lama de Încetinire și o fură pe cea de Accelerare de la Acronix, dar Vemillioni le atacă baza și le fură de la ei, răpindu-l totodată și pe Wu. În timp ce Gemenii Timpului iau și Lama de Oprire, Kai descoperă că părinții lui și a Nyei, Ray și Maya, sunt încă în viață, fiind ținuți ostatici de Krux și forțați să lucreze pentru el. Imediat după ce Kai și Nya iau cea de-a patra și ultima lamă a timpului (Lama de Reversare), Gemenii Timpului o fură și Acronix îl lovește pe Ray cu "pumnul timpului", care cauzează, ca și în cazul lui Wu, îmbătrânire accelerată. La terminarea Blestemului de Fier, Gemenii Timpului se întorc în timpul Războiului Serpentin, 40 de ani în trecut, unde au fost învinși de Wu și Garmadon care le-au capturat puterile în Lamele Timpului, pe care le-au trimis în viitor. Ei încearcă să câștige lupta împotriva Maeștrilor Elementali, dar Kai, Nya și Wu au călătorit în trecut odată cu ei și îi înving, luându-le Lama de Reversare. Cu aceasta, cei doi Ninja opresc îmbătrânirea rapidă a lui Wu. Acronix și Krux decid să meargă mai departe în viitor, dar când descoperă că îi au pe Kai, Nya și Wu la bord, o luptă izbucnește în Blestemul de Fier. Aceasta se termină atunci când Sensei Wu folosește Lama de Reversare pentru a-i împinge pe Kai și Nya înapoi în prezent, în timp ce el rămâne pe Blestemul de Fier pentru a termina bătălia. Astfel, Acronix, Krux și Wu rămân blocați în Vortexul Temporal, în timp ce Kai îl salvează pe Ray cu lama și Lloyd devine, în loc de "Maestrul temporar Lloyd în devenire", Maestrul Lloyd. Ninja promit să-l găsească pe Wu cu orice preț, oriunde s-ar afla.

### Sezonul 8 (Fiii lui Garmadon)
Sezonul 8 are loc aproximativ un an mai târziu. Ninja încă sunt în căutarea lui Sensei Wu și arată diferit ca un rezultat al acestuia făcând modificări în trecut. Lloyd îi înfruntă pe Fiii lui Garmadon, o bandă misterioasă de motociliști care reușesc să fure o mască de la Borg Industries. Hutchins, comandantul gărzii regale de la Palatul Regal din Ninjago, le spune că aceea era Masca Răzbunării, una dintre cele 3 Măști Oni care nu numai că oferă puteri incredibile, dar folosite împreună l-ar putea reînvia pe Lordul Garmadon. Ninja sunt angajați temporar la Palatul Regal, să păzească familia regală, dar și Masca Decepției. Aici, Lloyd se împrietenește cu Prințesa Harumi, fiica adoptată a Împăratului și Împărătesei, de care se și îndrăgostește. Totuși, Fiii lui Garmadon reușesc să fure Masca și explodează palatul, omorandu-i pe Împărat, Împărăteasă și Hutchins. Astfel, Harumi, rămasă singură, îi însoțește pe Ninja îi misiunea lor de a lua ultima Mască (cea a Urii) și a-i oprii pe Fiii lui Garmadon. În timp ce Cole și Zane încearcă să se înfiltreze printre Fiii lui Garmadon, Lloyd și Jay află de la Mistake că primul tărâm existent a fost Tărumul Onilor și al Dragonilor, iar Primul Maestru Spinjitzu s-a născut acolo, fiind parțial Dragon și parțial Oni, ca toți urmașii lui (inclusiv Lloyd). Între timp, Cole este capturat și închis, dar găsește un bebeluș despre care Fiii lui Garmadon cred că este cheia către ultima Mască, iar Zane se infiltrează cu succes, sub numele de Șarpele Jaguar. Totuși, el este descoperit, iar Domnul E. (unul dintre cei 3 generali ai bandei) plantează în el un mic robot. În cele din urmă, toți Ninja se întorc la Destiny's Bounty, unde descoperă că bebelușul este de fapt Wu, întinerit de Lama Reverse-Time, și că acesta are la el harta către ultima Mască. Ninja sunt atacați de Samurai X (care a fost corupt de robotul plantat în Zane), care îi aruncă pe Lloyd și Harumi peste bord. Ninja reușesc să-l facă să-și revină la normal și descoperă că este de fapt P.I.X.A.L. În timp ce Lloyd și Harumi călătoresc singuri spre locația Măștii, ceilalți Ninja descoperă că Harumi este de fapt Cel Tăcut, liderul misterios al Fiiilor lui Garmadon. Cei doi găsesc Masca Urii, dar Harumi îl trădează pe Lloyd și o fură, dezvăluind că ea chiar este Cel Tăcut și că vrea să-l reînvie pe Garmadon deoarece el l-a omorat pe Marele Devorator și a salvat Ninjago. De asemenea, Harumi și-a pierdut părinții naturali în urma atacului Marelui Devorator. Fiii lui Garmadon îi capturează pe Lloyd și Misako și încep ritualul de reînviere a lui Garmadon la Templul Reînvierii, care se află sub rămășițele Palatului Regal. Ninja, cu ajutorul poliției din Ninjago, reușesc să-i învingă și aresteze pe toți, inclusiv pe Harumi. Lloyd hotărăște să nu se mai lase păcălit niciodată, mai ales de Harumi. Totuși, în secret, ritualul a fost finalizat și Lordul Garmadon revine în Ninjago. El îi eliberează pe Fiii lui Garmadon din închisoarea Krypatarium, iar Harumi îl convinge să-l elimine pe Lloyd pentru a-și atinge Potențialul Adevărat. Lloyd îl confruntă singur pe Garmadon și descoperă că acesta nu mai e tatăl lui: este răul întruchipat, lipsit de sentimente, care îl învinge cu ușurință. Garmadon își începe cucerirea Ninjago-ului, cu ajutorul Fiiilor lui Garmadon și a unui gigant de piatră creat de el numit Colossi. Între timp, Ninja reușesc să-l vindece pe Lloyd, dar acum nu mai are puteri. Kai, Jay, Zane, Cole și P.I.X.A.L. îl înfruntă fără succes pe Colossi, în timp ce Lloyd, Nya și Misako îl apără pe bebelușul Wu de Garmadon. Colossi distruge Destiny's Bounty, pe care se aflau Kai, Jay, Zane, Cole și Wu. Lloyd, crezând că și-a pierdut prietenii, îi spune lui Harumi că nu va renunța niciodată și fuge să se ascundă, împreună cu Nya, Misako și P.I.X.A.L., în timp ce Garmadon cucerește cu succes Orașul Ninjago, declarându-se "Împăratul Garmadon". Dar Kai, Jay, Zane, Cole și Wu nu sunt cu adevărat morți. Ei au folosit Ceaiul Călătorului și s-au teleportat în siguranță chiar înainte de distrugerea navei. Acum, cei cinci se trezesc într-un cu totul alt Tăram, cel unde a început totul: Tăramul Onilor și al Dragonilor.

### Sezonul 9 (Vânați)
Evenimentele sezonului 9 au loc simultan în două tărâmuri diferite, urmărind atât încercarea lui Lloyd, Nya și a aliaților lor de-al detrona pe Împăratul Garmadon în Ninjago, cât și aventura lui Kai, Jay, Zane, Cole și Wu în Tărâmul Onilor și Dragonilor. Lloyd înființează Rezistența pentru a lupta împotriva forțelor lui Garmadon, care constă la început din Nya, Misako, P.I.X.A.L. și Dareth, dar mai târziu li se alătură și Skylor, Mistake și Maeștrii Elementali. După ce Garmadon îl distruge pe Domnul E pentru eșecul său, el o trimite pe Harumi și ceilalți Fiii ai lui Garmadon să atace baza Rezistenței. Doar Lloyd, Nya, Dareth, Skylor și Mistake reușesc să scape și încep să se ascundă pe străzi, în timp ce ceilalți sunt capturați și închiși. Mistake este mai târziu omorâtă de către Garmadon iar Skylor intră într-o transă ciudată după ce a încercat prea mult să-l controleze pe Colossi. Harumi moare de asemenea în urma unui act eroic, ceea ce îl înfurie pe Garmadon care începe să distrugă întregul Oraș Ninjago. Între timp, cei patru Ninja și Wu dau peste Vânătorii de Dragoni și liderul lor, Iron Baron, un trib misterios care capturează dragoni și le exploatează puterile elementale. Echipa este capturată, dar ei reușesc să scape, eliberând dragonii captivi și împrietenindu-se cu unul dintre vânători, Metal Greu, care le dezvăluie că este o femeie numită Speranța și îi însoțește în călătoria lor. Wu continuă să îmbătrânească din ce în ce mai mult, devenind în cele din urmă un adolescent de aceeași vârstă ca și Ninja, și conduce echipa în căutarea legendarei Armuri ai Dragonului, construită de Primul Maestru Spinjitzu și care îi permite purtătorului să controleze Dragonul Primul Născut, mama tuturor dragonilor, care stăpânește toate elementele. Echipa este din nou capturată de către Vânătorii de Dragoni, dar Wu face o înțelegere cu Iron Baron, care promite să-i ducă acasă în schimbul Armurii. Wu îl duce pe Baron în cuibul Dragonului Primul Născut, care păzește Armura de la plecarea Primului Maestru Spinjitzu cu secole în urmă. Dragonul simte intențiile Baronului și îl închide în rocă topită, lăsându-l apoi pe Wu să ia Armura și să zboare pe ea, după ce a simțit binele din el. Wu devine astfel Maestrul Dragon de Aur și se întoarce la Ninja și Vânătorii de Dragoni, care au realizat că Baronul i-a controlat toată viața prin minciuni și i-au eliberat pe Ninja. În timp ce Speranța rămâne să conducă vânătorii și să încerce să facă tărâmul un loc mai bun, Wu și Ninja își călăresc dragonii înapoi acasă. Întorși în Ninjago, ei se reîntâlnesc cu prietenii lor și îl confruntă pe Garmadon și forțele sale. În timp ce Ninja îl înving pe Colossi cu ajutorul aliaților lor care au scăpat din închisoare, Lloyd și Wu îl confruntă pe Garmadon. Acesta îi învinge pe Wu și pe Dragonul Primul Născut, dar Lloyd înțelege că lupta este ceea ce îi dă lui Garmadon puterea sa, astfel că încetează lupta și doar "îi rezistă". Astfel, puterile lui Garmadon dispar și cele ale lui Lloyd revin. Garmadon este în sfârșit învins, dar îl avertizează pe Lloyd că niște forțe întunecate vor ataca în curând Ninjago și sunt de neoprit. În urma luptei, toții Fiii lui Garmadon, inclusiv Garmadon, sunt arestați; Skylor își revine la normal; iar Ninja și aliații lor sunt sărbătoriți de către oamenii din Ninjago. Mai târziu, Lloyd se întâlnește cu Wu, din nou bătrân, care își ia rămas bun de la Primul Născutși ceilalți dragoni, care trebuie să se întoarcă în tărâmul lor. Wu îi spune că în timpul aventurii lor în Tărâmul Onilor și Dragonilor nu au găsit niciun Oni, prin urmare aceștia sunt plecați de mult timp. După ce aude acest lucru, Lloyd înțelege că forțele întunecate despre care l-a avertizat tatăl său sunt Oni, astfel că trebuie să se pregătească căci Oni sunt pe drum.

### Sezonul 10 (Marșul Onilor)
La puțin timp după înfrângerea lui Garmadon, Orașul Ninjago și-a revenit la normal. Ninja s-au întors la a trăi în Mănăstire Spinjitzu, reconstruită cu un nou zid plin cu picturi care prezintă toate aventurile anterioare ale lor, și primesc o Destiny's Bounty reconstruită de la oamenii din Ninjago, drept cadou pentru ajutorul lor în a-l învinge pe Garmadon și a salva orașul. Totuși, în timp ce Jay ezită să o întrebe pe Nya o întrebare foarte importantă, Lloyd încă se gândește la avertismentele tatălui său, despre o nouă amenințare care urmează să atace Ninjago, și astfel îl vizitează pe Garmadon în închisoare, care îi dezvăluie că forțele întunecate despre care i-a spus sunt într-adevăr Oni și că deja este prea târziu pentru a-i opri din a ataca Ninjago. Între timp, Speranța și Dragonul Primul Născut sosesc în Ninjago pentru a-i avertiza pe Ninja despre iminenta sosire a Onilor, și un misterios nor întunecat izvorăște din Cristalul Tărâmurilor din Turnul Borg și curând acoperă întregul Oraș Ninjago, împietrindu-i pe toți cei care sunt prinși. Realizând că nu se pot măsura cu această nouă amenințare, Lloyd decide să-l elibereze pe Garmadon, deoarece el ar putea fi singurul care să știe cum să-i învingă pe Oni. Garmadon le spune echipei Ninja că singura cale să-i oprească pe Oni este să distrugă Cristalul Tărâmurilor, astfel că se aventurează în norul întunecat, supraviețuind datorită sângelui său de Oni, dar Lloyd decide să-l însoțească, având și el sânge de Oni și considerând că nu pot avea încredere în Garmadon. În timp ce restul echipei Ninja primește un semnal de ajutor de la clădirea de știri și pleacă acolo să salveze pe oricine nu a fost prins încă de norul întunecat, lăsând-o în urmă doar pe P.I.X.A.L., Lloyd și Garmadon găsesc Cristalul Tărâmurilor și îl distrug. Totuși, nu are niciun efect și cei doi sunt nevoiți apoi să fugă de Omega, liderul Onilor, și de restul Onilor, găsind în cele din urmă Armura de Aur, cu care îi gonesc pe Oni suficient timp pentru a fi salvați de P.I.X.A.L.. Între timp, Ninja salvează oamenii din clădirea de știri, dar chiar când se pregătesc să plece, Nya întoarce din greșeală propulsoarele Destiny's Bounty, ceea ce-l face pe Cole să cadă în norul întunecat. Cu toți sunt devastați de aparenta moarte a lui Cole, cu excepția lui Garmadon, care susține că sentimentele îi fac slab; totuși, el ajunge în cele din urmă să înțeleagă de ce prietenia și iubirea sunt atât de importante pentru ei. Între timp, Kai o ajută pe Nya să nu se mai simtă vinovată pentru moartea lui Cole iar ea vine cu o idee să-i învingă pe Oni: să se întoarcă la Mănăstirea Spinjitzu iar Kai să-și folosească talentele de fierar pentru a refăuri Armele de Aur din Armura de Aur. La Mănăstire, Kai reușește să refăurească Armele de Aur iar Ninja, Wu, Garmadon și Speranța se pregătesc pentru lupta vieții lor împotriva armatei Oni, care se apropie. Între timp, Cole, încă în viață, se trezește în norul întunecat și reușește să se întoarcă și el la Mănăstire, chiar în mijlocul luptei, cu toții bucurându-se să-l revadă. Ninja sunt curând depășiți de forțele armatei Oni și sunt nevoiți să se retragă în Mănăstire. în timp ce Jay o întreabă în sfârșit pe Nya dacă vrea să-i fie Yang, ea acceptând bucuroasă, Lloyd realizează cum să-i învingă definitiv pe Oni: folosind opusul lor, ci anume Creația. Astfel, toți Ninja, împreună cu Wu și Garmadon (care și-a acceptat în sfârșit sentimentele pentru familia sa), formează Tornada Creației, care-i elimină complet pe Oni și îi transformă pe toți cei împietriți înapoi la normal. Totuși, Lloyd leșină și are o viziune cu Primul Maestru Spinjitzu, care îi mulțumește pentru tot ceea ce a făcut pentru Ninjago și îl invită să vină cu el, dar Lloyd refuză, alegând să rămână cu prietenii săi și să protejeze Ninjago în calitate de Ninja Verde. La final, Garmadon pleacă în tăcere, doar Wu spunându-i rămas bun și bucurându-se că Garmadon în sfârșit s-a schimbat, și Ninja își sărbătoresc victoria prin a adăuga o nouă pictură pe zid, în timp ce câțiva dintre aliații lor și cetățenii lor privesc și se bucură iar Speranța și Dragonul Primul Născut se întorc în tărâmul lor.

### Sezonul 11 (Secretele Spinjitzului Interzis)
Acest sezon este împărțit în două capitole, de câte 15 episoade fiecare: Capitolul de Foc și Capitolul de Gheață. De asemenea, formatul episoadelor s-a schimbat, acestea durând acum doar 11 minute în loc de 22.
Șase luni după victoria lor împotriva armatei Oni, Ninja au devenit mult prea relaxați, leneși și ieșiți din formă, astfel că pleacă în căutarea unei noi aventuri. Din nefericire pentru ei, Orașul Ninjago se bucură de o perioadă rară de liniște și pace, astfel că cei șase Ninja ajung să se aventureze în Deșertul Pierii, în speranța că vor găsi un nou răufăcător cu care să se lupte. Totuși, Zane începe să aibă viziuni stranii cu el fiind omorât de Aspheera, o vrăjitoare Serpentină și liderul Viperelor de Foc, care a fost învinsă de Wu și Garmadon cu secole în urmă, folosind două pergamente ale unei arte marțiale extrem de puternice dar și foarte coruptoare, precum și cu un castel de gheață misterios al Împăratului de Gheață și armatei sale de Samurai ai Viscolului. În timp ce Zane este nelămurit cu privire la aceste viziuni, Ninja își găsesc noua aventură prin intermediul lui Clutch Powers, un aventurier și arheolog care îi conduce la o piramidă. Totuși, acesta se întâmplă să fie aceeași piramidă în care a fost închisă Aspheera și Ninja ajung să o elibereze din greșeală, împreună cu tot restul Viperelor de Foc, care îi fură puterile elementale lui Kai și se pregătesc să cucerească Orașul Ninjago, precum și să se răzbune pe Wu. În timp ce sunt ocupați să salveze Ninjago de Viperele de Foc, Ninja află de Pergamentele Spinjitzului Interzis și încearcă să-l ia pe unul dintre ele de la muzeu, dar ajung să îl piardă în favoarea Aspheerei după ce Lloyd este corupt de puterea acestuia. În cele din urmă, Ninja o înving pe Aspheera și pe Viperele de Foc folosind al doilea Pergament al Spinjitzului Interzis când aceștia sosesc la Mănăstirea Spinjitzu după Wu, dar într-o ultimă încercare de a se răzbuna pe acesta, Aspheera trimite o vrajă spre el pentru a-l izgoni în Tărâmul Distrugerii, deși Zane se aruncă în fața vrăjii și este izgonit în schimb. După ce află că Zane nu este mort, cei cinci Ninja rămași sfidează ordinele lui Wu și folosesc Ceaiul Călătorului pentru a se duce după el, înainte ca Wu să-i poată avertiza că nu există cale de întoarcere,
În partea a doua a sezonului, Ninja sunt în căutarea lui Zane în Tărâmul de dincolo, dar au parte de noi provocări, în special Samuraii Gheții, conduși de misteriosul Împărat de Gheață și mâna sa dreaptă, Vex. După ce apără un sat de pe un lac un atac al Samurailor, Ninja decid să poposească aici, unde Kai încearcă să își recapete puterile, Cole pleacă în căutarea Copacului Călătorului pentru a culege niște frunze de Ceaiul Călătorului, pe drum împrietenindu-se cu un Yeti numit Krag, al cărui întreg neam a fost ucis de Samuraii Viscolului și astfel să alăture echipei Ninja în misiunea lor, iar Lloyd pleacă de unul singur să găsească robotul lui Zane, pe drum împrietenindu-se cu un Formling numit Akita, care își poate schimba forma într-un lup și care dorește să se răzbune pe Împăratul de Gheață după ce acesta i-a înghețat tot tribul. În cele din urmă, satul în care se află Ninja și Krag este înghețat de Boreal, dragonul Împăratului de Gheață, astfel că aceștia sunt nevoiți să-și continue drumul și reușesc să-și repare vehicul. Între timp, Lloyd și Akita sunt și ei atacați de Boreal, care îl răpește pe Lloyd și îl aduce la castelul Împăratului de Gheață, care este nimeni altul decât Zane: după ce a fost izgonit aici cu ani în urmă (întrucât timpul funcționează diferit în Tărâmul Distrugerii), el și-a pierdut memoria și a fost manipulat de Vex, un Formling care dorea să se răzbune pe tribul său deoarece nu-și putea schimba forma, să creadă că este conducătorul de drept al Tărâmului Distrugerii; după ce l-au detronat pe adevăratul împărat, Grimax, Zane a folosit Pergamentul Spinjitzului Interzis pentru a corupe oameni și a forma Samuraii Viscolului, înainte de a provoca haos și distrugere în tărâm, inclusiv să înghețe Formlingii și să-i ucidă pe Yeti. Lloyd încearcă să-l facă pe Zane să-și amintească cine este, dar este închis în temniță, unde îl întâlnește pe Kataru, fratele geamăn al Akitei. Cei doi se împrietenesc și formează curând o alianță cu Grimax pentru a-l detrona pe Zane și a reinstaura pacea în tărâm. În cele din urmă, Kai își recapătă puterile și îl distruge pe Boreal, iar Zane își recapătă amintirile și reinstaurează pacea în tărâm. În final, Grimax redevine împărat, Vex este izgonit de Formlingi pentru faptele sale, iar cei șase Ninja se întorc acasă, în Ninjago.

### Sezonul 12 (Imperiul Primar)
Când vechiul și legendarul joc video Prime Empire reapare, jucătorii încep să dispară în joc, inclusiv Jay (care iubește să joace jocuri video). Ninja descoperă că creatorul jocului, Milton Dyer, a dispărut și el și nimeni nu l-a văzut de ani de zile. Cu suspiciunea că Dyer este un personaj negativ numit Unagami, Lloyd, Cole, Kai și Nya intră în lumea virtuală a Imperiului Primal pentru a opri avatarul lui Dyer, în timp ce Zane și P.I.X.A.L. rămân afară pentru a-l găsi pe Dyer în lumea reală. Ei întâlnesc "Liga lui Jay", un grup de fani Jay care îi conduc la un jucător pe nume Scott. El explică faptul că jucătorii primesc doar patru vieți în joc și, după ce și-au pierdut ultima viață, sunt transformați în cuburi digitale și dispar. Odată reunit cu Jay, ninja de călătorie în trei zone de joc pentru a obține trei Key-Tanas, care debloca provocarea finală la Templul nebuniei. În călătorie, ei sunt vânați de trupele digitale ale lui Unagami, Vizierele Roșii. În prima zonă de joc, Terra Karana, ninja întâlni un personaj non-player (NPC) numit Okino, care îi ajută prin multe provocări mortale. În lupta seful, ninja câștiga lupta împotriva Dragonului Roșu pentru a obține violet Key-Tana. Galbenul Key-Tana este obținut prin câștigarea Speedway Five-Billion, o cursă periculoasă în a doua zonă de joc, Terra Technica. Lloyd recrutează Racer Seven, un alt NPC, dar ea este urmată de Vizierele Roșii. Scott se sacrifică pentru a ajuta ninja să scape și este transformat într-un cub digital. Ninja reușesc să câștige Speedway Five-Billion, dar Kai și Cole sunt amândoi cubed în timpul cursei. Lloyd, Jay și Nya își continuă călătoria pentru a obține ultima Key-tana în a treia zonă de joc, Terra Domina. Acolo Lloyd este forțat să se lupte cu un avatar al lui Harumi. El o învinge și obține cheia portocalie-Tana, dar este cubed în acest proces.
În lumea reală, Zane descoperă locația lui Dyer, doar pentru a fi capturat de mecanic. Când P.I.X.A.L. îl găsește pe Dyer, el dezvăluie că Scott a fost un jucător de test care a devenit prins în interiorul jocului (care a fost numit Unagami), când Dyer i-a cerut lui Scott să primească o experiență intensă de joc. Dyer a închis jocul, dar Unagami a supraviețuit. Zane este forțat să dea placa de bază Prime Empire mecanicului, care o folosește pentru a crea un portal din joc în lumea reală.
În Imperiul Primar, Jay și Nya ajung la un restaurant digital de sushi în Templul Nebuniei, dar Nya este cubed după ce a fost învinsă de un NPC numit Sushimi. După ce a ajuns la nivelul final, Jay îl înfruntă pe Unagami, care se transformă în Dragonul Imperiului. Jay îl urmărește prin portalul în lumea reală călărind pe Cyber Dragon. Înapoi în lumea reală, Jay îl ademenește pe Unagami în vârful Turnului Borg. Dyer îi cere scuze lui Unagami, care îl iartă. El este de acord să elibereze toți jucătorii și NPC-urile care sunt prinse în interiorul jocului. Unagami, care acum este un copil, și Dyer sunt în cele din urmă reunite.

### Sezonul 13 (Maestrul Muntelui)
Ninja și Maestrul Wu sunt invitați în Regatul Shintaro. Ei se întâlnesc cu regele Vangelis și cu fiica sa Vania, care se interesează de Cole. În acea noapte, un Geckle intră în camera lui Cole, care descoperă că creatura are colierul mamei sale. Vania îl duce pe Cole la o intrare secretă care duce în Temnițele din Shintaro. Ei descoperă Elfii și Nătângii, două triburi forțate să lucreze în mine de către un vrăjitor craniu rău, dar Cole este luat prizonier.
Vania conduce ninja la temnițe, dar ele sunt capturate de războinicii treziți, care pot fi reînviați de craniul vrăjitorului de Hazza D'your. Unul dintre Elfi îi spune lui Cole despre Lamele Izbăvirii, care au fost mânuite de un războinic pe nume "Gilly" care a eliberat triburile de un dragon numit Grief-Bringer. Furtul lamelor a provocat o ruptură între cele două triburi. Ninja scapă și eliberează triburile. S-au despărțit, Kai și Zane luând un tunel cu Elf, iar Lloyd, Jay și Nya luând un alt tunel cu Nătângii. Cole este forțat să ia un tunel diferit de vrăjitorul craniului.
Nya, Jay și Lloyd se întâlnesc cu regina Nătângilor, Murtessa, care îi place lui Jay. Murtessa o provoacă pe Nya la un duel, care câștigă și devine regină a Nătângilor. Între timp, Kai și Zane sunt acuzați de cancelarul Elf Gulch că lucrează pentru Vrăjitorul Craniului și sunt forțați să treacă printr-un "Proces al lui Mino". După ce au câștigat procesul, Kai și Zane observă că Gleck poartă colierul lui Cole. Ei își dau seama că "Gilly" a fost mama lui Cole, Lilly. Gulch demisionează din funcția de cancelar și îi acordă poziția lui Kai.
Vania decide să meargă după Cole și îl salvează de păianjeni uriași. Ei se întorc la suprafață și îl informează pe Wu despre situația dificilă a ninjalor. Ei îl consultă pe regele Vangelis, dar el dezvăluie că el este vrăjitorul craniului. Vangelis apasă un buton care deschide o ușă capcană și Cole, Wu și Vania cad în abis. După o aterizare sigură la Rock-Bottom, Wu, Cole și Vania sunt întâmpinați de Ciuperca, Korgran și Plundar care se numesc "The Lowly". Ei dezvăluie că au fost trimiși să recupereze craniul, dar Vangelis i-a alungat la Rock-Bottom. Cole decide să schimbe numele echipei în "The Upply". Upply, Cole, Wu și Vania descoperă Inima Muntelui, un templu legendar al Maeștrilor Pământului. Wu îi explică lui Cole învățătura exploziei Spinjitzu, care apoi găsește și operează un mech pentru a readuce grupul la suprafață.
Nya și Kai conduc triburile la o întâlnire de pace, dar sunt ambuscați de dragonul strigoi, Grief-Bringer, care forțează triburile să fugă într-o peșteră puternică. Vrăjitorul craniului îl păcălește pe Lloyd să creadă că Nătângii și Elfii pot merge liberi, dar el îi înrobește și ninja sunt capturați. Cole și echipajul său se aventurează în subteran pentru a lupta împotriva vrăjitorului craniului. Cole îl înfruntă cu Lamele Izbăvirii, dar descoperă că sunt neputincioase. El are un flashback al mamei sale Lilly, care deblochează Explozia Spinjitzu și distruge Craniul, războinicii treziți și aducătorul de durere. Vania sosește cu Wu și Gărzile înaripate din Shintaro, care îl arestează pe Vangelis și îl încoronează pe Vania ca regină a Shintaroului.

### Sezonul 14 (Insula)
O expediție condusă de Misako, Maestrul Wu, Clutch Powers și asistenții săi dispare în timp ce explorează o insulă necunoscută în centura furtunii. Ninja trebuie să-și ridice traseul cu ajutorul lui Timothy "Twitchy Tim" Batterson. După ce a călătorit pe insulă cu ani în urmă, Tim este încă speriat să se întoarcă din cauza faptului că a fost lovit de fulgere de douăsprezece ori pe insulă. Fără tragere de inimă, el este de acord să ajute. După ce au supraviețuit călătoriei lor, ninja se aventurează pe insulă, unde descoperă tabăra de expediție abandonată.
În timp ce explorează insula, ei se împrietenesc în mod neașteptat cu un dragon prietenos și îl numesc Zippy. Ele sunt mai târziu ambuscadă de statui de piatră vii care pot canaliza puterile elementare ale ninjalor. În timp ce încearcă să scape de gardienii pietrei, Nya, Zane, Kai și Cole sunt capturați de insulari ostili numiți Keepers și întâlnesc Misako, Master Wu și Clutch Powers în captivitate. Din fericire, Lloyd și Tim reușesc să scape. Când ninja sunt luați pentru a-l întâlni pe liderul deținătorilor, mammatus șef, el îi acuză că au încercat să fure un artefact numit Amuleta Furtunii. El le spune că amuleta a fost pried din capul unui șarpe mare de mare pe nume Wojira, care a pus fiara într-un somn adânc. Timp de mii de ani, deținătorii au susținut un jurământ la Primul Maestru Spinjitzu pentru a proteja amuleta de la Wojira.
Ninja sunt închiși, în timp ce Jay este dus într-o locație necunoscută de către străjeri, care se referă la el ca "Darul lui Jay". Lloyd găsește Satul Păzitorilor și eliberează ninja cu ajutorul Zippy. Între timp, Clutch Powers fură amuleta, dar ninja sunt recuceriți. Ei trebuie să urmăriți Jay fiind sacrificate de către deținătorii pentru a potoli spiritul furtunii trezit Wojira.
Cu toate acestea, atunci când Lloyd găsește un dinte de lemn, își dă seama că Wojira este fals. Când îl informează pe șeful Mammatus, liderul îi spune că, de când Wojira s-a întors, străjerii și-au dat comoara pentru a o liniști. Când Jay ajunge într-o peșteră ascunsă de-a lungul coastei, el descoperă că este o ascunzătoare secretă pentru huliganii care au evadat din închisoarea Kryptarium și că Ronin se afla în spatele schemei pentru a-i păcăli pe deținători să-i dea comoara lor. În timp ce ninja se luptă cu acoliții lui Ronin, Ronin încearcă să scape, dar este oprit de Tim, care îi cucerește frica și se prăbușește în falsa sa barcă Wojira. În timpul urmei bătăliei, Clutch Powers încearcă să fure Amuleta Furtunii, dar Nya îl oprește și ninja devin aliați cu Keepers. În scena finală, adevărata Wojira doarme într-un templu de pe fundul oceanului, cu o altă amuletă pe frunte: Amuleta Mării.

### Sezonul 15 (La mare)
În timp ce încearcă să oprească un criminal pe nume Miss Demeanor de la contrabandă răzbunare, Nya începe să piardă controlul asupra puterilor ei. Maestrul Wu îi spune ninja că Primul Maestru Spinjitzu a controlat odată elementele, dar niciodată vântul și apa pentru că aparțineau Wojirei, un spirit de furtună. Wojira a căzut într-un somn adânc după ce un războinic a scos una dintre amuletele de pe fruntea șarpelui. Ray și Maya sosesc pentru a o ajuta pe Nya să-și controleze puterile. În timp ce P.I.X.A.L. și Zane sunt într-o misiune, ei experimentează un puls energetic din adâncul oceanului și ajung la concluzia că aceasta a afectat puterile Nya. Ninja decide să investigheze pe Hydro Bounty, un vas submersibil.
Nya, Jay, Lloyd, Zane și P.I.X.A.L. călătoresc în adâncurile oceanului cu Maya depozitată la bord. Din păcate, Hydro Bounty se prăbușește, provocându-le să fie blocate. Maya și Nya decid să folosească mech-uri pentru a ajunge la sursa de energie și pentru a descoperi un templu subacvatic. Ei îl găsesc pe Kalmaar, fiul regelui Trimaar, încercând să-l trezească pe șarpele Wojira. El îi ia prizonieri și o aude pe Nya dezvăluind locația Amuletei Furtunii. Între timp, Jay decide să riște încărcarea bateriei în Hydro Bounty folosind puterile sale elementare. Nya și Maya sunt salvați de Jay și Lloyd, dar sunt capturați și duși la regele Trimaar, care îi acuză de violare. Kalmaar execută o lovitură de palat lovindu-și tatăl cu arma și declarându-se rege al merlopienilor. Fratele său adoptiv Benthomaar află adevărul de la Trimaar. Benthomaar îl ajută pe ninja să scape de Merlopia. Ei decid să călătorească pe insulă pentru a obține Amuleta Furtunii înainte ca Kalmaar să o poată revendica.
Pe Insula Deținătorilor, ninja avertizează mammatus șef să se pregătească pentru a apăra Amuleta Furtunii. Cu toate acestea, Zane își dă seama că este un fals și că adevărata amuletă a fost dusă de Clutch Powers la Clubul Exploratorilor. Wu, Cole, Misako, Kai și Ray ajung la Clubul Exploratorilor și sunt forțați să se lupte cu Kalmaar. Între timp, Nya își folosește puterile pentru a chema balenele pentru a aduce hydro bounty-ul blocat înapoi în Orașul Ninjago. În timp ce Kai îl urmărește pe Kalmaar pe străzile din Orașul Ninjago, Antonia și Nelson obțin amuleta și sunt urmăriți de Kalmaar, dar el scapă cu amuleta. Benthomaar îi spune ninja povestea lui Nyad, primul Maestru Elementar al Apei, care a învins Wojira devenind una cu oceanul. Când Kalmaar încearcă să părăsească orașul, Nya fură amuleta și Cole o duce la Shintaro pentru protecție fără să-și dea seama că este un fals, permițându-i lui Kalmaar să-l trezească pe Wojira.
Creșterea nivelului mării marchează invazia orașului Ninjago de către Kalmaar călărind pe Wojira, ceea ce îi obligă pe cetățeni să evacueze. În timp ce ninja încearcă să salveze civili, Nya îi provoacă pe Kalmaar și Wojira. Jay devine prins în vehiculul său submersibil și este salvat de Benthomaar, dar inhalează apă în plămâni. Pentru a-l salva pe Jay și Orașul Ninjago, Nya devine una cu oceanul, un act care nu poate fi niciodată anulat, determinând îndepărtarea apei din plămânii lui Jay. Are loc o bătălie între ninja și Kalmaar, în care Benthomaar rupe tridentul lui Kalmaar, făcându-l să piardă controlul asupra Wojirei. Acest lucru duce la Kalmaar fiind înghițit întreg de Wojira. Nya se transformă într-un dragon de apă și învinge Wojira distrugând Amuleta Mării. După ce a fuzionat cu marea nesfârșită, Nya nu mai poate rămâne pe uscat și simte oceanul chemând-o. După o revedere plină de lacrimi, ea părăsește Ninja și se întoarce în ocean. După aceea, ninja organizează o ceremonie memorială pentru a onora ei și Nya este văzută fericită înotând cu balenele într-o scenă finală.

## Personajele

### Personaje principale
- Lloyd Montgomery Garmadon - este fiul lui Garmadon și Misako și nepotul lui Sensei Wu. Deși a fost o pacoste la început, el s-a alăturat celor patru Ninja, devenind al cincilea membru al echipei, și s-a descoperit că este legendarul Ninja Verde, cel destinat să-l învingă pe Lordul Întunecat și să aducă echilibrul în Ninjago. Astfel, el s-a antrenat să devină Ninja și în episodul 18, din cauza Ceaiului de Mâine, a îmbătrânit și a devenit un adolescent de aceeași vârsta ca și cei patru mentori ai săi. El a căpătat Puterile de Aur în episodul 26 și le-a folosit pentru a-l învinge pe Overlord. Totuși, acesta a supraviețuit și, în episodul 31, i-a furat aproape toate Puterile de Aur. Lloyd și-a împărțit apoi puterile rămase cu cei patru Ninja, considerând că sunt o responsabilitate prea mare pentru el. În episodul 74, după pierderea lui Sensei Wu, Lloyd a căpătat titlul de Maestru, fiind cel mai puternic și experimentat dintre Ninja. Lloyd își pierde puterile în episodul 84, iar în sezonul 9 el conduce Rezistența împotriva forțelor Lordului Garmadon care stăpânesc orașul Ninjago. El își învinge tatăl în episodul 94 și își recapătă puterile. Lloyd este liderul echipei și Maestrul Elemental al Energiei.
- Kai Smith - este Ninja Roșu și fratele mai mare al Nyei. După capturarea acesteia de către Scheleți, el s-a antrenat să devină Ninja, devenind al patrulea membru al echipei. El este adesea foarte determinat, precum și furios și destul de încăpățânat. El este Maestrul Elemental al Focului. În sezonul 11, puterile sale sunt temporar furate de Aspheera, dar și le recuperează mai târziu, în episodul 129.
- Jay Walker (Gordon) - este Ninja Albastru. Jay este al doilea membru al echipei Ninja, fiind considerat "glumețul" deoarece adesea face glume și îi face pe ceilalți să râdă chiar și în timpul unei lupte. Totuși, în interior Jay este adesea speriat și destul de timid, folosindu-se de glume pentru a uita de griji. El este prietenul Nyei și Maestrul Elemental al Fulgerului. În sezonul 6, este dezvăluit că Ed și Edna sunt părinții lui adoptivi și că numele lui real de familie este Gordon.
- Zane / Împăratul de Gheață - este Ninja Alb. Zane este al treilea membru al echipei Ninja, fiind cel mai inteligent și calculat dintre toți. Acest lucru este din cauză că Zane este de fapt un Nindroid, construit "să-i apere pe cei ce nu se pot apăra singuri" (lucru aflat în episodul 7). După ce s-a sacrificat să-l distrugă pe Overlord în episodul 34, el și-a construit un corp nou din titan. El este Maestrul Elemental al Gheții. În episodul 112, Zane este izgonit de Aspheera în Tărâmul Distrugerii, unde este aparent capturat de liderul Samurailor Viscolului, Împăratul de Gheață, dar este dezvăluit ulterior că el este de fapt Împăratul de Gheață, pierzându-și memoria după ce a ajuns aici și fiind manipulat de Vex să-l detroneze pe împăratul Grimfax, să formeze armata de Samurai ai Viscolului și apoi să cauzeze distrugere în tărâm, inclusiv să-i înghețe pe Formlingi, vechiul popor al lui Vex. Cum timpul merge diferit în Tărâmul Distrugerii, Zane a petrecut deja câțiva ani în calitate de Împăratul de Gheață, dar în cele din urmă își recapătă amintirile și reinstaurează pacea în tărâm, înainte de a se întoarce acasă împreună cu ceilalți Ninja.
- Cole Brookstone - este Ninja Negru. Cole este primul membru recrutat în echipa Ninja, fiind cel mai puternic și rezistent dintre toți. El este adesea calm și iubește mâncarea, dar când se înfurie devine o forță aproape de neoprit. In sezonul 5, Ninja s-au luptat cu Morro și spiritele din Tărâmul Blestemat, având nevoie să învețe Airjitzu, Ninja au mers la Templul lui Airjitzu, unde Cole a fost transformat într-o fantomă. Curând s-a împăcat cu gândul si a invatat noile sale puteri ca si fantoma. El este Maestrul Elemental al Pământului.
- Nya Smith - este sora mai mică a lui Kai și Ninja Castaniu (Gri începând cu sezonul 8). La început, Nya i-a ajutat pe Ninja în calitate de Samurai X, până ce a aflat de la Sensei Wu că a moștenit puterile elementale ale mamei sale (în episodul 46). Astfel, ea s-a antrenat să devină Ninja, devenind a șasea membră a echipei. Ea este prietena lui Jay și Maestra Elementală a Apei. De asemenea, în episodul 129, ea a învățat să controleze și Gheața.
- Sensei Wu / Maestrul Dragon de Aur - este Sensei-ul celor șase Ninja, foarte înțelept și curajos. El este unul dintre cei doi fii ai Primului Maestru Spinjitzu și fratele mai mic al lui Garmadon. Înainte de a-i recruta și antrena pe Ninja, el a luptat în Războiul Serpentin împreună cu Garmadon și ceilalți Maeștri Elementali de atunci, aproape 40 de ani în urmă. În episodul 74 el s-a pierdut în timp, astfel că Lloyd l-a înlocuit în calitate de Maestru. Totuși, el s-a întors în sezonul 8, dar ca un bebeluș, deoarece a fost întinerit de Lama de Reversare a timpului. În timpul sezonului 9 el crește neobișnuit de rapid, redevenind un bătrân la finalul episodului 94. În episodul 93 el devine Maestrul Dragon de Aur, putând să călărească Dragonul Primul Născut, care i-a simțit bunătatea din sufletul lui. Puterea sa elementală este Creația.
- Lord Garmadon / Sensei Garmadon- este tatăl lui Lloyd, fratele mai mare al lui Wu și unul dintre cei doi fii ai Primului Maestru Spinjitzu. În copilărie, el a fost mușcat de Marele Devorator al cărui venin l-a făcut în timp rău. El a fost principalul inamic al echipei Ninja în Sezonul Pilot, unde conducea armata de Scheleți, iar apoi și în sezonul 2 unde a încercat să oprească antrenamentul lui Lloyd de a deveni Ninja Verde. El a fost posedat de Overlord, dar după ce Lloyd l-a învins, Garmadon a redevenit bun. Garmadon a fost apoi Sensei pentru Ninja până în episodul 44 unde s-a sacrificat pentru a-i trimite pe Chen și armata lui în Tărâmul Blestemat. Când Preeminent a fost distrusă în episodul 54, toți cei din Tărâmul Blestemat, inclusiv Garmadon, au murit. El a fost reînviat de către Fiii lui Garmadon în episodul 82, dar numai partea sa rea. El a cucerit apoi Ninjago, domnind în calitate de "Împăratul Garmadon", până a fost învins de către Lloyd în episodul 94 și dus la închisoarea Kryptarium. În sezonul 10, el este eliberat din închisoare de către Lloyd pentru a-i ajuta pe Ninja să învingă armata Oni, care a început să cucerească întregul Ninjago. Cu timpul, Garmadon începe să renunțe la credința sa că sentimentele îl fac slab și își acceptă în cele din urmă dragostea pentru familia sa, deși refuză să recunoască și rămâne în continuare rece către toți cei din jurul său, mai ales Lloyd. După ce Oni sunt învinși, Garmadon pleacă în tăcere, doar Wu spunându-i rămas bun și bucurându-se că Garmadon în sfârșit s-a schimbat. Puterea sa elementală este Distrugerea, iar mai apoi și Creația, după ce și-a deblocat Potențialul Adevărat în episodul 83.

### Alte personaje
- Primul Maestru Spinjitzu - este creatorul Ninjago-ului și al Armelor de Aur și tatăl lui Wu și Garmadon. El a murit de bătrânețe și a fost îngropat într-un mormânt sub apă, împreună cu Cristalul Tărâmurilor. S-a dezvăluit în episodul 77 că el s-a născut în Tărâmul Onilor și Dragonilor, primul tărâm existent, și a fost jumătate Oni și jumătate Dragon, putând astfel să stăpânească atât elementul Creației, cât și al Distrugerii. El a făurit Armura Dragonului și a încercat să aducă pacea în tărâm împreună cu Dragonul Primul Născut, dar după ce nu au putut opri războiul dintre Oni și Dragoni, el a plecat pentru a creea Ninjago, un tărâm cu totul nou. El a fost urmărit de către Oni, care doreau să îl aducă înapoi sau, dacă nu, să-l omoare, dar a reușit să-i învingă. La finalul episodului 98, Lloyd are o viziune cu Primul Maestru Spinjitzu, care îi mulțumește pentru tot ceea ce a făcut pentru Ninjago și îl invită să vină cu el, dar Lloyd refuză, alegând să rămână cu prietenii săi și să protejeze Ninjago în calitate de Ninja Verde.

#### Aliați ai echipei Ninja
- Flame, Wisp, Shard și Rocky / Ultra Dragonul - au fost dragonii responsabili cu păzirea celor patru Arme de Aur. După ce cei patru Ninja s-au împrietenit cu ei, dragonii au devenit animalele lor de companie. Ei au plecat în episodul 2, dar s-au întors în episodul 13, după ce s-au unit și au devenit Ultra Dragonul. După bătălia finală (episodul 26), Ultra Dragonul a plecat din nou și nu a mai fost văzut. În sezonul 9, s-a dezvăluit că a fost vânat și omorât de către Iron Baron și Vânătorii de Dragoni.
- Misako - este mama lui Lloyd și soția lui Garmadon. Ea este un arheolog și, în trecut, atât Garmadon cât și Wu au concurat pentru afecțiunea ei.
- Dareth - este proprietarul unui dojo din Orașul Ninjago și îi place să-și spună "Ninja Maro". El încearcă să devină un membru al echipei Ninja, dar nu știe mai nimic despre cum să se lupte. Totuși, el i-a ajutat pe Ninja în diferite ocazii, chiar și când i s-a cerut să n-o facă.
- P.I.X.A.L. - este un nindroid construit de Cyrus Borg care s-a alăturat echipei Ninja după ce l-a cunoscut pe Zane. Ea fost mai târziu dezasamblată de către Maestrul Chen, astfel că Zane a încărcat-o în sistemul său. În secret, ea și-a construit un corp un nou și a devenit noul Samurai X, împrumutând vechea tehnologie a Nyei. Ea este prietena lui Zane.
- Cyrus Borg - este un geniu al tehnologiei și șeful Industriilor Borg, care a transformat Orașul Ninjago într-o metropolă futuristă și a construit tot felul de dispozitive electrice și gadget-uri.
- Ronin - este un mercenar căruia îi pasă cel mai mult de sine, dar îi ajută pe Ninja la nevoie, mai ales dacă este în folosul său. El are un magazin în orașul Stiix și o navă numită R.E.X.
- Skylor - este Maestra Elementală a Absorbției, fiica lui Chen și prietena lui Kai. Ea poate absorbi puterile celorlalți Maeștri Elementali. După ce i-a ajutat pe Ninja să-i învingă tatăl, ea a preluat afacerea acestuia: Restaurantul de Tăieței ai Maestrului Chen din Ninjago. Ea i-a mai ajutat apoi pe Ninja să învingă și alte amenințări, alăturându-se echipei lui Jay pentru a-l învinge pe Nadakhan în sezonul 6 și Rezistenței conduse de Lloyd în sezonul 9.
- Comisarul - este comisarul poliției din Ninjago.
- Dr. Julien - este un inventator și tatăl lui Zane. El a murit de bătrânețe, dar a fost reînviat cu o poțiune magică de către Samukai și închis într-un far. El a fost găsit de către Ninja în episodul 22 și i-a ajutat să-l învingă pe Overlord. El a murit apoi cândva între evenimentele sezonului 2 și 3.
- Șoimul - este un șoim robotic construit de către Dr. Julienn pentru a-l acompania pe Zane. Pentru Zane, Șoimul este ca și un frate și îi este mereu alături.
- Ed și Edna Walker - sunt părinții adoptivi ai lui Jay. Ei locuiesc într-un depozit de fier vechi.
- Lou Brookstone - este tatăl lui Cole și membru al Fierarilor Regali, o trupă faimoasă de cântăreți și dansatori din Ninjago.
- Ray și Maya - sunt Maeștrii Elementali ai Focului și respectiv Apei și părinții lui Kai și Nya. După Războiul Serpentin, ei au fost forțați să lucreze pentru Krux iar Kai și Nya i-au crezut morți. Ei s-au reîntâlnit în sezonul 7.
- Mistake - este o bătrână înțeleaptă care deține un magazin cu ceaiuri magice în Ninjago. Ea i-a dezvăluit lui Lloyd în episodul 90 că este un Oni cu puterea de a-și schimba forma. Ea a fost una dintre mulții Oni care l-au urmărit pe Primul Maestru Spinjitzu în Ninjago, dar și-a trădat camarazii după ce a văzut frumusețea acestui nou tărâm și l-a ajutat pe Primul Maestru Spinjitzu să-i învingă. Ea a fost omorâtă de către Garmadon în episodul 92.
- Echo Zane - este un Nindroid construit pe baza schițelor lui Zane. El a fost găsit de către Jay și Nya în episodul 62 în farul unde a fost închis Dr. Julien. Cum evenimentele sezonului 6 au fost șterse de către dorința lui Jay, el nu a fost descoperit niciodată.
- Hutchins - este generalul gărzii de la Palatul Regal și consilierul familiei regale din Ninjago. El a fost omorât când Fiii lui Garmadon au distrus palatul.
- Împăratul și Împărăteasa din Ninjago - sunt împăratul și împărăteasa Ninjago-ului și părinții adoptivi ai lui Harumi. Ei au fost omorâți când Fiii lui Garmadon au distrus Palatul Regal.
- Dragonul Primul Născut - este primul dragon existent, "mama tuturor dragonilor", putând să stăpânească toate elementele. Ea a format o legătură cu Primul Maestru Spinjitzu, ajutându-l să făurească Armura Dragonului. După plecarea acestuia, ea a rămas să păzească armura până la întoarcerea sa. În episodul 93, ea îl închide pe Iron Baron în piatră topită și îl lasă pe Wu să ia armura și s-o călărească, după ce a simțit binele din el. Ea îi ajută pe Ninja în lupta contra Lordului Garmadon, dar la finalul episodului 94 este nevoită să se întoarcă în Tărâmul Onilor și Dragonilor. În sezonul 10, după ce Oni invadează Tărâmul Onilor și Dragonilor, ea călătorește în Ninjago împreună cu Speranța și îi ajută pe Ninja să învingă armata Oni. După ce toate tărâmurile cucerite de Oni se întorc la normal, Dragonul Primul Născut și Speranța se întorc în tărâmul lor.
- Clutch Powers - este un aventurier și arheolog renumit care i-a ajutat pe Ninja să se descurce în Deșertul Pierii și să găsească piramida în care a fost închisă Aspheera și înmormântate Viperele de Foc. După ce aceștia sunt eliberați din greșeală, Clutch este lansat înapoi către Orașul Ninjago, unde ajunge la spital și mai târziu le spune lui Lloyd, Nya și Zane unde să găsească al doilea Pergament al Spinjitzului Interzis.
- Micul Nelson - este un copil și fan al echipei Ninja. În episodul 55 el este numit membru de onoare al echipei în calitate de Ninja Mov, iar în episodul 104, el se angajează ca băiat de livrat ziare împreună cu altă fată numită Antonia, amândoi avertizându-l mai târziu pe Wu că Ninja au nevoie de ajutor.
- Akita - este un Formling din Tărâmul Distrugerii, ce se poate transforma într-un lup. După ce Împăratul de Gheață (Zane) i-a înghețat poporul, ea a fugit și mai târziu se împrietenește cu Lloyd, alăturându-se căutării sale după Împăratul de Gheață în speranța că își va răzbuna familia. În cele din urmă Zane își recapătă amintirile și reinstaurează pacea în tărâm, dezghețându-i pe Formlingi. Înainte ca Ninja să se întoarcă în Ninjago, Akita își ia rămas bun de la Lloyd și îl sărută pe obraz, fiind convinsă că se vor revedea din nou.
- Kataru - este un Formling din Tărâmul Distrugerii ce se poate transforma într-un urs și fratele geamăn al Akitei. Spre deosebire de ceilalți Formlingi, care au fost înghețați, el a fost luat prizonier în castelul Împăratului de Gheață, unde mai târziu îl întâlnește pe Lloyd și formează o alianță cu el, precum și cu Grimax, pentru a evada și a-l detrona pe Împăratul de Gheață. În cele din urmă Zane își recapătă amintirile și reinstaurează pacea în tărâm, dezghețându-i pe Formlingi, iar Kataru se reîntâlnește cu Akita după mult timp.
- Sorla - este liderul oamenilor unui sat de oameni de pe un lac din Tărâmul Distrugerii. Ea o ajută pe Nya să învețe să controleze Gheața.
- Krag - este ultimul Yeti în viață din Tărâmul Distrugerii, întrucât tot neamul său a fost ucis de Samuraii Viscolului. El se împrietenește cu Cole după ce îi salvează viață, iar mai apoi și cu Jay, Kai și Nya și se alătură căutării lor de-al găsi pe Zane. După ce pacea este reinstaurată în tărâm și Ninja se întorc în Ninjago, Krag rămâne în satul oamenilor de pe lac.

#### Maeștri Elementali contemporani
- Karlof - este Maestrul Elemental al Fierului. El își poate transforma întregul corp în fier.
- Griffin Turner - este Maestrul Elemental al Vitezei. El poate alerga la viteze foarte mari.
- Umbră - este Maestrul Elemental al Umbrei. El poate dispărea și să se transforme într-o umbră.
- Neuro - este Maestrul Elemental al Minții. El poate citi în mințile celorlalți.
- Palidul / Domnul Palid - este Maestrul Elemental al Luminii. El se poate face complet invizibil.
- Tox - este Maestra Elementală a Otravei.
- Ash - este Maestrul Elemental al Fumului.
- Bolobo - este Maestrul Elemental al Naturii.
- Gravis - este Maestrul Elemental al Gravitației.
- Chamille - este Maestra Elementală a Formei. Ea își poate schimba forma pentru a arăta ca oricine.
- Jacob Pevsner - este Maestrul Elemental al Sunetului.

#### Antagoniști

##### Scheleții
Scheleții sunt o armată de scheleți vii care locuiesc în Lumea de Jos, conduși cândva de Samukai, înainte de a fi detronat de Lord Garmadon. Ei sunt antagoniștii principali ai sezonului pilot, unde sunt trimiși de Garmadon să recupereze Armele de Aur și reușesc, dar sunt în cele din urmă învinși de Ninja iar Samukai este distrus de Armele de Aur, după ce a încercat să le folosească pentru a-l detrona pe Garmadon. Ei se întorc mai târziu în sezonul 1, unde Garmadon îi recrutează temporar pentru a-i salva pe Ninja și a se lupta cu armata de Serpentini. În prezent, Scheleții sunt conduși de Kruncha și continuă să locuiască în Lumea de Jos.
- Samukai - a fost liderul temut cu patru brațe al armatei de Scheleți din Lumea de Jos, până la sosirea lui Lord Garmadon. Acesta i-a trimis pe Samukai și armata sa să-i aducă Armele de Aur, dar Samukai l-a trădat și a încercat să-l distrugă pe Garmadon cu Armele. Totuși, puterea Armelor de Aur combinate era prea mare pentru oricine să o stăpânească, astfel că Samukai a fost distrus. Samukai se întoarce în episodul special, unde este omorât din nou de către Jay.
- Kruncha - este generalul de Pâmânt al armatei de Scheleți și cel mai bun prieten al lui Nuckal. Ca și acesta, el este destul de naiv și, după moartea lui Samukai, el a devenit noul lider al Scheleților.
- Nuckal - este generalul de Fulger  al armatei de Scheleți și prietenul cel mai bun al lui Kruncha. Ca și acesta, el este destul de naiv.
- Wyplash - este generalul de Gheață al armatei de Scheleți.

##### Serpentinii
Serpentinii sunt o rasă de șerpi umanoizi războinici care au fost creați de Primul Maestru Spinjitzu și au avut o profeție despre distrugerea pe care o va cauza Maestrul de Aur. Ei au încercat apoi să-i avertizeze pe oameni, dar acest lucru a rezultat într-un război dintre cele două rase (în mare parte din cauza manipulării Maestrului Chen), care s-a culminat cu închiderea celor cinci triburi de Serpentini (Anacondrai, Hypnobrai, Fangpyre, Venomari și Constrictai) în cinci morminte subterane diferite. Ei sunt antagoniștii principali ai sezonului 1, unde sunt eliberați din greșeală de Lloyd. Sub conducerea lui Pythor, ei încearcă să-l elibereze pe Marele Devorator pentru a distruge întregul Ninjago și a se răzbuna pe oameni. În sezonul 2, ei sunt recrutați de Lord Garmadon, dar ajung să-l trădeze și îl numesc pe Skales noul lor lider. În urma unei bătălii cu Armata de Piatră a lui Overlord, Serpentinii au rămas închiși în tunelurile de sub Orașul Ninjago, deși au găsit o cale de ieșire și acum duc un trai pașnic, fiind chiar aliați ai echipei Ninja (cu excepția lui Pythor), ajungându-i în lupta împotriva Maestrului de Aur în sezonul 3 și ulterior, în sezonul 4, și a armatei lui Chen.
- Pythor P. Chumsworth - este ultimul membru în viață al Tribului Anacondrai. El a fost eliberat de către Lloyd în episodul 4, dar l-a trădat și a unit toate cele cinci triburi Serpentine în încercarea de-al trezi pe Marele Devorator. După ce a luat toate cele patru săbii cu colți, el a reușit să-l trezească pe Devorator, dar acesta l-a mâncat atât pe el, cât și pe Sensei Wu. Totuși, amândoi au supraviețuit iar Pythor s-a întors în sezonul 3, acum slujindu-l pe Overlord. După ce acesta a devenit Maestrul de Aur, Pythor a fost micșorat cu o pastilă și închis în închisoarea Kryptarium. El a fost răpit de către Maestrul Chen în episodul 43, care l-a folosit pentru a face vraja care îl transformă pe el și oamenii săi în Anacondrai permanentă. Astfel, Pythor îi ajută pe Ninja să învingă armata lui Chen, iar ca răsplată spiritul lui Arcturus, generalul Anacondrai, îl face pe Pythor din nou mare. Pythor se întoarce în episodul special, din nou rău, unde este învins de către Lloyd și fuge.
- Skales - este generalul Tribului Hypnobrai și regele curent al Serpentinilor. După ce Pythor a fost mâncat de Devorator, Serpentinii au început să trăiască în subteran și Skales a devenit noul lor lider. Skales are o soție numită Selma și un fiu numit Skales Jr.
- Fangtom - este generalul Tribului Fangpyre.
- Acidus - este generalul Tribului Venomari.
- Skalidor - este generalul Tribului Constrictai.
- Marele Devorator - este un șarpe uriaș, considerat un zeu nemuritor de către Serpentini. El l-a mușcat pe Garmadon în copilărie, ceea ce în timp l-a făcut rău. Devoratorul a fost trezit de către Pythor cu ajutorul celor patru săbii cu colți și, conform profeției, a început să mănânce tot ceea ce a găsit în cale, inclusiv pe Pythor și Sensei Wu. După ce a atacat Orașul Ninjago, Devoratorul a fost în sfârșit omorât de către Garmadon cu cele patru Arme de Aur.

##### Armatele lui Overlord
Overlord, răul suprem din Ninjago și întruchiparea întunericului, este antagonistul principalul al sezonului 2 și 3, unde are două armate diferite: Armata de Piatră, respectiv cea de Nindroizi. Ambele armate sunt în cele din urmă distruse de Ninja, iar Overlord este în prezent inactiv, întrucât nu poate fi distrus cu adevărat. 
- Overlord (Suzeranul în sezonul 2) / Maestrul de Aur -  este creatorul Armatei de Piatră și sursa întregului Întuneric din Ninjago. După ce Primul Maestru Spinjitzu a creat Ninjago cu secole în urmă, el l-a învins pe Overlord și armata sa. De atunci, Overlord a rămas un simplu spirit exilat pe Insula Întunecată, până la sosirea lui Garmadon. Overlord l-a manipulat pe Garmadon să încline balanța către rău, ceea ce i-a permis să revină în Ninjago. El l-a posedat pe Garmadon și a transformat întregul Ninjago în Întuneric, dar a fost învins de către Lloyd cu ajutorul Puterilor de Aur. Totuși, Overlord a supraviețuit și a rămas blocat în Digivers, o lume digitală. El și-a construit o armată de Nindroizi și, cu ajutorul lui Pythor, l-a capturat pe Lloyd și i-a luat aproape toate Puterile de Aur, care i-au permis să aibă din nou o formă fizică. Cu ajutorul Armelor de Aur topite, el a devenit Maestrul de Aur, cea mai puternică ființă existentă care, conform profeției Serpentinilor, va cuceri întregul Ninjago. Fără nicio altă opțiune, Zane s-a sacrificat și l-a distrus pe Maestrul de Aur care, deși a supraviețuit din nou, a rămas inactiv pe vecie.
- Generalul Kozu - era generalul cu patru brațe al Armatei de Piatră. După înfrângerea acestuia de către Lloyd, Kozu și toată Armata de Piatră au fost distruși. Kozu se întoarce în episodul special, unde este omorât din nou de către Dareth.
- Generalul Cryptor - era generalul temut și nemilos al armatei de Nindroizi. După distrugerea acestuia de către Zane, Cryptor și toți Nindroizii au fost distruși. Mai târziu, Cyrus Borg a reconstruit Nindroizii, inclusiv pe Cryptor, și îi folosește pe post de paznici. Versiunea rea a lui Cryptor se întoarce în episodul special, unde este omorât din nou de către Zane.
- Min-droid - a fost ultimul Nindroid fabricat de către Overlord. El a fost mult mai scund decât ceilalți Nindroizi din cauza lipsei de material în momentul fabricării sale, astfel că era adesea luat peste picior de către Cryptor. Min-droid fost distrus odată cu restul armatei de Nindroizi.

##### Cultul Anacondrai
Conduși de Maestrul Chen, ei constau într-o adevărată armată de fanatici ai Tribului Anacondrai al căror principal scop este să devină la rândul lor Anacondrai, folosind o vrajă ce necesită toate puterile elementale. Ei sunt antagoniștii principali ai sezonului 4 și reușesc în cele din urmă să-și atingă scopul, dar sunt la scurt timp înviși și exilați în Tărâmul Blestemat. După ce acesta este distrus în sezonul 5, cu toții mor și ajung în Tărâmul Răposaților (cu excepția lui Clouse, care a reușit să scape, dar este acum o fantomă).
- Maestrul Chen - a fost vechiul Sensei al lui Garmadon, înainte de Războiul Serpentin. În timpul războiului, Chen i-a ajutat pe Serpentini și în secret a fost cel responsabil pentru declanșarea războiului. După terminarea războiului, Chen a fost exilat pe o insulă îndepărtată. Ani mai târziu, Chen a organizat "Turneul Elementelor" și l-a răpit pe Zane, pentru a-i convinge pe Ninja să participe. În secret, Chen a furat puterile elementale ale tuturor concurenților, pe care le-a folosit pentru o vrajă care l-a transformat pe el și toți urmașii lui în Anacondrai. Chen a încercat să înceapă un al doilea Război Serpentin, dar a fost învins de către Ninja și aliații lor, iar apoi izgonit în Tărâmul Blestemat. După moartea lui Preeminent, toți cei din Tărâmul Blestemat, inclusiv Chen, au murit. Chen se întoarce în episodul special, unde este omorât din nou de către Kai și Nya.
- Clouse - a fost ucenicul lui Chen și rivalul lui Garmadon. Spre deosebire de acesta, Clouse i-a rămas loial lui Chen și a fost exilat odată cu acesta. Clouse este un maestru al Magiei Întunecate, știind foarte multe vrăji, inclusiv cea care să-l transforme pe Chen și toți urmașii lui în Anacondrai. Clouse a fost de asemenea trimis în Tărâmul Blestemat, dar a reușit să scape. În episodul 55, el l-a eliberat pe Nadakhan care l-a închis în Ceainicul lui Tyrahn. Totuși, cum evenimentele sezonului 6 au fost șterse de către dorința lui Jay, Clouse n-a găsit niciodată ceainicul și Nadakhan n-a fost eliberat.
- Eyezor - a fost un general în armata lui Chen, cu un singur ochi și o creastă. El a fost transformat în Anacondrai și apoi exilat în Tărâmul Blestemat odată cu restul armatei. La fel ca și toți ceilalți din Tărâmul Blestemat, Eyezor a murit odată cu Preeminent.
- Zugu - a fost un general în armata lui Chen, responsabil pentru păzirea prizonierilor din fabrica de tăieței. El a fost transformat în Anacondrai și apoi exilat în Tărâmul Blestemat odată cu restul armatei. La fel ca și toți ceilalți din Tărâmul Blestemat, Zugu a murit odată cu Preeminent.
- Chope și Kapau - au fost doi soldați de rang jos și cam nătăfleți din armata lui Chen. Ei au fost transformați în Anacondrai, exilați în Tărâmul Blestemat și au murit odată cu distrugerea lui Preeminent, la fel ca și restul armatei.

##### Fantomele
Fantomele sunt războinici și locuitori ai Tărâmului Blestemat, ce o servesc pe regina lor, Preeminent, care este însăși întruchiparea tărâmului. Ei sunt antagoniștii principali ai sezonului 5, în special Morro, fostul ucenic al lui Sensei Wu și Maestrul Elemental al Vântului, al cărui principal scop este să găsească Cristalul Tărâmurilor și să-l folosească pentru a aduce toate celelalte fantome în Ninjago și să-l cucerească. Fantomele sunt printre cei mai puternici inamici ai echipei Ninja, fiind invulnerabili la aproape toate atacurile. Singurele lor slăbiciuni sunt apa și un material cunoscut a Piatra Sufletului, regăsit în diverse arme precum shurikene. După ce Preeminent este în cele din urmă distrusă de Nya, și Tărâmul Blestemat este distrus și toate fantomele mor, ajungând în Tărâmul Răposaților.
- Morro - a fost Maestrul Elemental al Vântului și primul ucenic al lui Sensei Wu. După ce acesta i-a spus că nu era cel destinat să devină Ninja Verde, Morro a plecat să găsească Cristalul Tărâmurilor și a murit în timpu călătoriei, devenind un general fantomă în Tărâmul Blestemat. El a reușit să scape la finalul episodului 44 și l-a posedat pe Lloyd. El a furat apoi Armura Aliaților pe care a folosit-o pentru a-și invoca luptătorii fantomă, care să-l ajute să ia Cristalul Tărâmurilor pe care să-l folosească pentru a o aduce pe stăpâna sa, Preeminent, în Ninjago. El li l-a dat pe Lloyd înapoi celor patru Ninja, în schimbul cristalului, și a ajutat-o pe Preeminent și toate fantomele din Tărâmul Blestemat să ajungă în Ninjago, în orașul Stiix. După distrugerea lui Preeminent, Morro și-a înțeles greșelile și i-a dat lui Wu cristalul, în timp ce el s-a topit în ocean și a murit. Morro se întoarce în episodul special, unde dovedește că s-a schimbat cu adevărat și este bun acum, avertizându-i pe Wu și pe Ninja ce se întâmplă, înainte de a se întoarce în Tărâmul Răposaților.
- Wrayth - a fost un luptător fantomă din Tărâmul Blestemat, Maestrul Lanțului și aliat al lui Morro. El avea puterea de a-i transforma pe alții în fantome cu ajutorul coasei sale. Wrayth a murit odată cu Preeminent și toți ceilalți din Tărâmul Blestemat.
- Bansha - a fost o luptătoare fantomă din Tărâmul Blestemat, Maestra Lamei și aliată a lui Morro.  Ea avea puterea de a produce sunete foarte înalte și puternice, precum și să posede pe cineva de la distanță. Bansha a murit odată cu Preeminent și toți ceilalți din Tărâmul Blestemat.
- Ghoultar - a fost un luptător fantomă din Tărâmul Blestemat, Maestrul Coasei și aliat al lui Morro. El era un luptător iscusit și iubea mâncarea. Ghoultar a murit odată cu Preeminent și toți ceilalți din Tărâmul Blestemat.
- Soul Archer - a fost un luptător fantomă din Tărâmul Blestemat, Maestrul Arcului și mâna dreaptă a lui Morro. El era un arcaș iscusit, săgețile sale transformându-i pe ceilalți în fantome. El a fost un vechi dușman al lui Ronin, care avea o datorie neplătită față de acesta. Soul Archer a murit odată cu Preeminent și toți ceilalți din Tărâmul Blestemat.
- Preeminent - a fost regina Tărâmului Blestemat, o creatură extrem de puternică care reprezintă însuși Tărâmul Blestemat. Ea a fost adusă în Ninjago de către Morro cu ajutorul Cristalului Tărâmurilor, dar a fost omorâtă de către Nya după ce și-a descătușat Potențialul Adevărat. Cum Preeminent era Tărâmul Blestemat, odată cu ea au murit toate fantomele și spiritele din tărâm.

##### Pirații Aerului
Pirații Aerului sunt un echipaj de pirați conduși de duhul Nadakhan. Ei sunt antagoniștii principali ai sezonului 6, unde Nadakhan este eliberat din Ceainicul lui Tyrahn și apoi el își eliberează echipajul din diferitele tărâmuri unde au fost izgoniți cu mult timp în urmă. În secret, lui Nadakhan nu-i pasă de pirații săi și dorește doar să obțină puterea de-ași îndeplini singur dorințe infinite, astfel că, după ce obține acest lucru, pirații rămași se aliază cu Ninja pentru a-l învinge. La final, Jay își folosește ultima dorință rămasă pentru a șterge evenimentele întregului sezon, astfel încât Nadakhan și echipajul său nu au fost eliberați niciodată.
- Nadakhan - este ultimul duh în viață și căpitanul unui echipaj de pirați. Fiind un duh, Nadakhan poate îndeplini trei dorințe oricui, dar știe cum să păcălească lumea astfel încât să le întoarcă dorințele împotriva lor. El este prințul tărâmului duhurilor, Dinjago, care a fost distrus ca rezultat al distrugerii Tărâmului Blestemat de către Ninja. Nadakhan a fost închis cu mult timp în trecut în Ceainicul lui Tyrahn de către Căpitanul Soto, iar echipajul său a fost izgonit în cele șaisprezece tărâmuri. Nadakhan este eliberat în episodul 55 de către Clouse și, după ce îl închide în ceainic, le înscenează celor șase Ninja niște crime pe care nu le-au făcut și fură Cristalul Tărâmurilor, cu care își aduce echipajul înapoi. Nadakhan și echipajul său încep api construirea unui nou Dinjago, iar Nadakhan reușește să captureze aproape întreaga echipă Ninja în Sabia Sufletelor și o răpește pe Nya cu care să se căsătorește pentru a-și putea îndeplini dorințe infinite. Totuși, Jay formează o echipă și îi eliberează pe Ninja din sabie, iar apoi Nadakhan este lovit de veninul unei Văduve Negre, singura slăbiciune a unui duh. Veninul o lovește și pe Nya care moare, dar Jay își folosește ultima dorință pentru a face evenimentele întregului sezon să nu se mai întâmple. Astfel, Clouse nu găsește niciodată Ceainicul lui Tyrahn iar Nadakhan nu mai este eliberat niciodată.
- Flintloke - este mâna dreaptă a lui Nadakhan și cel mai bun pușcaș din întregul Ninjago. După ce Nadakhan obține dorințe infinite, el se aliază cu Ninja pentru a-l opri, realizând că Nadakhan doar s-a folosit de echipajul său. După ce dorința lui Jay anulează evenimentele sezonului, Flintloke nu mai devine niciodată un aliat al Ninja și nu este eliberat din locul unde a fost izgonit.
- Picior de câine - este cea puternică membră a echipajului lui Nadakhan. După ce Nadakhan obține dorințe infinite, ea se aliază cu Ninja pentru a-l opri, realizând că Nadakhan doar s-a folosit de echipajul său. După ce dorința lui Jay anulează evenimentele sezonului, Picior de Câine nu mai devine niciodată o aliată a Ninja și nu este eliberată din locul unde a fost izgonită.
- Doubloon - este un pirat cu "două fețe" la propriu, membru din echipajul lui Nadakhan. El este un spadasin iscusit și aparent știe Spinjitzu. După ce dorința lui Jay anulează evenimentele sezonului, Doubloon nu mai este niciodată eliberat din locul unde a fost izgonit.
- Maimuța Aiurită - este mecanicul echipajului de pirați ai lui Nadakhan. După ce dorința lui Jay anulează evenimentele sezonului, el nu mai este niciodată eliberat din locul unde a fost izgonit.
- Clancee - este un Serpentin și cel mai jos în rang în echipajul lui Nadakhan. El a fost primul care să-și dea seama că Nadakhan îi va trăda odată ce va obține dorințe infinite. După ce dorința lui Jay anulează evenimentele sezonului, Clancee nu mai este niciodată eliberat din locul unde a fost izgonit.
- Cyren - este o membră din echipajul de pirați ai lui Nadakhan care, în urma unei dorințe, a căpătat puterea de a pune pe oricine într-o transă cu vocea ei. După ce dorința lui Jay anulează evenimentele sezonului, ea nu mai este niciodată eliberată din locul unde a fost izgonită.
- Squiffy și Bucko - au fost doi cetățeni obișnuiți din Ninjago care au devenit membri ai echipajului de pirați ai lui Nadakhan. După ce dorința lui Jay anulează evenimentele sezonului, ei nu mai devin niciodată pirați.

##### Armata de Șerpi Samurai
Fabricați din ouăle Marelui Devorator de către Acronix și Krux, Maeștrii Elementali ai TImpului, Șerpii Samurai sunt o rasă de războinici Serpentini al căror unic scop este să distrugă și să-și servească creatorii. Ei sunt antagoniștii principali ai sezonului 7, Acronix și Krux dorindu-și să se întoarcă în timp pentru a preveni învingerea lor de către Wu și Garmadon cu 40 de ani în urmă. După ce reușesc acest lucru, ei scapă de armata de Șerpi Samurai, fuzionând-o cu mașina lor a timpului, Blestemul de Fier, dar sunt apoi învinși de Wu și rămân blocați într-un portal temporal pe vecie.
- Acronix și Krux - cunoscuți și ca Mâinile Timpului, sunt Maeștrii Elementali ai Timpului. După Războiul Serpentin, ei i-au trădat pe ceilalți Maeștri Elementali, astfel că au fost învinși de Wu și Garmadon care le-au capturat puterile în Lamele Timpului, pe care le-au trimis 40 de ani în viitor. În timp ce Acronix a sărit în Vortexul Temporal după ele și a ajuns în viitor, Krux s-a deghizat ca Dr. Sander Saunders, custodele muzeului de istorie din Orașul Ninjago, și le-a câștigat încrederea lui Ray și May (părinții lui Kai și Nya), înainte de a-i răpi și forța să lucreze pentru el. După ce Acronix s-a întors cu o Lamă a Timpului deja în posesie, Gemenii Timpului și-au făcut o armată de Șerpi Samurai din ouăle Marelui Devorator și au construit Blestemul de Fier, care să le permită să călătorească în timp. În ciuda eforturilor echipei Ninja, Gemenii Timpului au reușit să colecteze și celelalte trei Lame ale Timpului și s-au întors în trecut. Totuși, ei au fost din nou învinși de către Maeștrii Elementali și Kai, Nya și Wu, care au călătorit odată cu ei. În timp ce Kai și Nya s-au întors în prezent, Wu a rămas pe Blestemul de Fier să termine lupta iar atât el cât și Gemenii Timpului au rămas blocați în Vortexul Temporal. Este dezvăluit în sezonul 8 că Wu a reușit să scape, dar încă nu se știe ce s-a întâmplat cu Acronix și Krux.
- Machia - a fost un general, mai târziu Comandantul Suprem al armatei de Șerpi Samurai a lui Acronix și Krux. Ea era o luptătoare iscusită și nemiloasă și putea să comunice cu ceilalți Șerpi Samurai fără cască. Ca și restul armatei, ea a fost trădată de Gemenii Timpului și fuzionată cu Blestemul de Fier pentru a-i da viață.
- Raggmunk și Blunk - au fost doi generali ai armatei de Vermilioni a lui Acronix și Krux. Spre deosebire de Machia, cei doi erau cam aiuriți și aveau sarcini mai puțin importante.  Ca și restul armatei de Șerpi Samurai, ei au fost trădați de Gemenii Timpului și fuzionați cu Blestemul de Fier pentru a-i da viață.

##### Fiii lui Garmadon
Fiii lui Garmadon sunt o bandă de motocicliști, condusă în secret de Prințesa Harumi, care își dorește să-l reînvie pe Lord Garmadon folosind cele 3 Măști Oni. Ei sunt antagoniștii principali ai sezonului 8 și 9, în cel de-al doilea conducând Orașul Ninjago împreună cu Garmadon, deși sunt în cele din urmă învinși de Ninja și închiși în închisoarea Kryptarium (cu excepția lui Harumi, care a murit).
- Harumi / Prințesa de Jad / Cel Tăcut - a fost Prințesa din Ninjago și liderul secret al bandei de motocicliști numită Fiii lui Garmadon. Harumi și-a pierdut părinții biologici în urma atacului Marelui Devorator și a fost adoptată de Împăratul și Împărăteasa din Ninjago. Deși a fost un mare fan al echipei Ninja la început, Harumi i-a învinuit pe Ninja pentru atacul Marelui Devorator și a început să-l idolatrizeze pe Lordul Garmadon, cel care a răpus șarpele.  Astfel, în secret ea a înființat Fiii lui Garmadon pentru a găsi cele trei Măști Oni care îl pot reînvia pe Garmadon. Ea a plănuit un atac asupra Palatului Regal, care a dus la moartea părinților ei adoptivi, și a câștigat încrederea echipe Ninja prefăcându-se că-l place pe Lloyd. Deși Ninja i-au aflat adevărata identitate, nu au putut s-o oprească să-l reînvie pe Lordul Garmadon, care a cucerit întregul Ninjago. Ea și Fiii lui Garmadon l-au slujit apoi pe Garmadon, îndeplinindu-i orice dorință și domnind alături de el. În luptă, Harumi folosea Masca Oni a Urii, care îi oferă o armură de piatră complet indestructibilă. În episodul 92, Harumi a făcut o faptă eroică și a salvat o familie dintr-o clădire pe punctul să se prăbușească, dar ea nu a mai putut să scape și a murit.
- Domnul E - a fost al treilea general, tăcut și calculat, al Fiilor lui Garmadon. În episodul 79 s-a dezvăluit că era un Nindroid, construit să urmeze ordine. În luptă, el folosea Masca Oni a Răzbunării, care îi dădea două brațe în plus și îl făcea cel mai iscusit luptător din lume. El a fost distrus de către Garmadon în episodul 86, după ce a eșuat să-l captureze pe Lloyd.
- Killow - este primul general, mare și puternic, al Fiilor lui Garmadon. În luptă, el folosea Masca Oni a Decepției, care îi oferea puteri telekinetice. Ca și restul Fiiilor lui Garmadon, Killow a fost arestat la finalul episodului 94 și dus la închisoarea Kryptarium.
- Ultra Violet - este al doilea general, agilă și destul de sadică, a Fiilor lui Garmadon. În luptă, ea folosea Masca Oni a Urii, care îi oferea o armură de piatră complet indestructibilă. Ca și restul Fiilor lui Garmadon, Ultra Violet a fost arestată la finalul episodului 94 și dusă la închisoarea Kryptarium.
- Colossi - a fost un gigant de piatră construit de Lordul Garmadon în episodul 84. Doar Garmadon îl putea controla, cu ajutorul puterii sale elementale: Distrugerea. Colossi a fost învins de către Kai, Jay, Zane, Cole și câțiva dintre aliații lor în episodul 94, iar apoi distrus după ce Garmadon și-a pierdut puterile.

##### Vânătorii de Dragoni
Vânătorii de Dragoni sunt un popor care locuiesc în Primul Tărâm (al Onilor și Dragonilor) și se ocupă cu capturarea dragonilor și exploatarea puterilor lor elementale. Ei sunt unii dintre antagoniștii principali ai sezonului 9 și, în secret, au fost manipulați toată viața lor de către liderul lor, Iron Baron, care își dorește doar să găsească Armura Dragonului și să o poată controla pe Dragonul Primul Născut. În cele din urmă, Ninja îi ajută să descopere minciunile lui Iron Baron, care ajunge să fie prins în rocă topită pe vecie de către Dragonul Primul Născut. După aceasta, Speranța devine noul lor lider și promite să-i conducă pe ceilalți vânători în a încerca să facă tărâmul un loc mai bun, astfel încât Vânătorii de Dragoni sunt în prezent aliați ai echipei Ninja. Mai târziu, toți vânătorii (cu excepția Speranței) au fost împietriți de Oni când aceștia au cucerit Primul Tărâm, dar și-au revenit la normal odată ce Oni au fost învinși de Ninja.
- Iron Baron (Baronul de Fier) - a fost liderul temut al Vânătorilor de Dragoni. El și-a controlat vânătorii prin minciuni și frică și și-a petrecut toată viața vânând Dragonul Primul Născut, care i-a mâncat o mână și un picior. El i-a capturat pe Kai, Jay și Zane când au ajuns în Tărâmul Onilor și Dragonilor, dar aceștia au reușit să scape împreună cu Cole, Wu și mâna lui dreaptă, Metal Greu, care l-a trădat. El și vânătorii lui i-au urmărit și au reușit să-i captureze din nou, dar Metal Greu i-a dezvăluit minciunile și celorlalți vânători, care l-au trădat de asemenea. După ce a făcut o înțelegere cu Wu, acesta l-a dus în cuibul Dragonului Primul Născut, unde a încercat s-o controleze cu ajutorul Armurii Dragonului. Însă dragonul a simțit răul din el și l-a închis în rocă topită pe vecie.
- Heavy Metal (Metal Greu) / Speranța - a fost mâna dreaptă a lui Iron Baron, conducătorul Vânătorilor de Dragoni. Ea a fost obligată să poarte o mască care o făcea să sune ca un robot, pentru ca ceilalți vânători să nu afle că este femeie, dar în cele din urmă a renunțat la mască. Ea l-a trădat pe Baron și i-a ajutat pe Ninja și Wu să găsească Armura Dragonului. Speranța a descoperit mai târziu că Baronul i-a controlat toată viața prin minciuni și frică, dezvăluindu-le acest lucru și celorlalți vânători, care l-au trădat de asemenea. După ce Baronul a rămas pe vecie prins în piară topită, Speranța a devenit noul lider al Vânătorilor de Dragoni și a rămas în Tărâmul Onilor și Dragonilor pentru a-i conduce și a încerca să facă tărâmul un loc mai bun, rămânând însă un prieten și aliat de încredere a echipei Ninja. În sezonul 10, după ce Oni invadează Tărâmul Onilor și Dragonilor, ea călătorește în Ninjago împreună cu Dragonul Primul Născut și îi ajută pe Ninja să învingă armata Oni. După ce toate tărâmurile cucerite de Oni se întorc la normal, Speranța și Dragonul Primul Născut se întorc în tărâmul lor.
- Jet Jack - este un Vânător de Dragoni care poate zbura cu ajutorul unui jetpack.
- Daddy No Legs - este un Vânător de Dragoni care are patru picioare robotice și un prieten bun al lui Muzzle.
- Muzzle - este un Vânător de Dragoni care nu vorbește niciodată clar și un prieten bun al lui Daddy No Legs.
- Skullbraker - este un Vânător de Dragoni care are o mască roșie la vârf și neagră la bază.
- Chew Toy (Jucărie de Mestecat) - este un Vânător de Dragoni responsabil pentru întreținerea mulțimii în arena cu dragoni.
- Arkade - este un Vânător de Dragoni cu o mască de sudură și un tonomat în piept, de unde le dă celorlalți echipamente și rații.

##### Oni
Oni sunt cel mai vechi rău existent și însăși întruchiparea elementului Distrugere, precum și antagoniștii principali ai sezonului 10. Aceștia au locuit în Tărâmul Onilor și Dragonilor, primul tărâm existent, și au dus un război nesfârșit cu rivalii și opușii lor, Dragonii, întruchiparea elementului Creație, până la nașterea Primului Maestru Spinjitzu, care putea stăpâni atât Creația, cât și Distrugerea. Ambele tabere au încercat să-l atragă de partea lor, dar acesta, văzând că nu va putea opri niciodată războiul dintre ei, a plecat să creeze un nou tărâm, ci anume Ninjago. Oni s-au dus după el, dorind să-l aducă înapoi sau, dacă nu, să-l omoare, dar acesta a reușit să-i învingă. Mii de ani mai târziu, toți Onii au plecat din Tărâmul Onilor și Dragonilor pentru a cuceri toate celelalte tărâmuri, acoperindu-le în întuneric deplin. Oni au reușit să cucerească Tărâmul Onilor și Dragonilor și mare parte din Ninjago, dar au fost învinși de către Ninja, Wu și Garmadon, care au format Tornada Creației pentru a-i elimina complet pe toți Onii.
- Omega - este liderul Onilor. Împreună cu restul Onilor, el este distrus când Ninja, Wu și Garmadon folosesc Tornada Creației.

##### Viperele de Foc
Viperele de Foc sunt un trib de Serpentini de pe vremea Primului Maestru Spinjitzu și reprezintă antagoniștii principali ai primei jumătăți a sezonului 11. Ei locuiau inițial în Deșertul Pierii și erau conduși de regele Mambo Al Cincilea, până când o tânără vrăjitoare Serpentină numită Aspheera s-a împrietenit cu tânărul Wu și s-a folosit de el pentru a învăța Spinjitzu, cu ajutorul căruia l-a detronat apoi pe Mambo. Aspheera a fost în cele din urmă învinsă de Wu și Garmadon cu ajutorul Spinjitzului Interzis și închisă într-o piramidă, până a fost eliberată din greșeală de Ninja secole mai târziu. Aspheera a reînviat apoi restul tribului, care a murit între timp, și le-a dat tuturor puterea elementală a Focului, furată de la Kai. Conduși de Aspheera și acompaniați de Cobrele Elementale și șarpele de foc al Aspheerei, Colț de Foc, ei încearcă apoi să cucerească Ninjago, să obțină Pergamentul Spinjitzului Interzis și să-l izgonească pe Wu în Tărâmul Distrugerii, dar au fost în cele din urmă învinși de Ninja, nu înainte ca Aspheera să-l izgonească pe Zane în schimb. În prezent, cu toții sunt închiși în închisoarea Kryptarium.
- Aspheera - este o vrăjitoare Serpentină și liderul curent al Viperelor de Foc. Ea i-a eliberat pe tânărul Wu și Garmadon când aceștia au fost închiși pentru că s-au aventurat pe teritoriul tribului de Serpentini și s-a împrietenit cu Wu, care, cu timpul, a învățat-o diferite tehnici de luptă, inclusiv Spinjitzu. Totuși, Aspheera l-a păcălit pe Wu că nu va folosi Spinjitzu pentru rău și l-a detronat pe regele Mambo al Cincilea, intenționând apoi să cucerească întregul Ninjago. Aspheera a fost în cele din urmă învinsă de Wu și Garmadon folosind Pergamentele Spinjitzului Interzis și închisă apoi de Mambo într-o piramidă magică, nu înainte de-al acuza pe Wu că a trădat-o și n-a învățat-o Spinjitzu Interzis și jurând răzbunare. Secole mai târziu, Zane are viziuni despre Aspheera, care este mai târziu eliberată din greșeală de Ninja în timp ce explorează piramida. Aspheera îi fură apoi puterile elementale de Foc ale lui Kai, reînvie ceilalți Serpentini și le oferă la rândul lor puteri, înainte de a scăpa și a începe să distrugă Orașul Ninjago. Mai târziu, Aspheera află de unul dintre cele două Pergamente ale Spinjitzului Interzis care se află la muzeu și îl fură în urma unei lupte cu Ninja, înainte de a se îndrepta spre Mănăstirea Spinjitzu pentru a se răzbuna pe Wu. Aspheera este în cele din urmă învinsă de Ninja folosind al doilea Pergament al Spinjitzului Interzis și închisă ulterior în închisoarea Kryptarium, nu înainte de-al izgoni pe Zane în Tărâmul Distrugerii.
- Char - este mâna dreaptă a Aspheerei. El se comportă adesea foarte imatur, ceea ce o enervează pe Aspheera, dar îi este loial acesteia până la capăt. Împreună cu restul Viperelor de Foc, el este învins de Ninja și ulterior închis în închisoarea Kryptarium.

##### Samuraii Viscolului
Samuraii Viscolului sunt o armată de războinici de gheață din Tărâmul Distrugerii, conduși de Împăratul de Gheață (care este dezvăluit ulterior că este de fapt Zane) și Vex, care au cucerit întreg tărâmul și au provocat doar haos și distrugere. Ei au fost cândva oameni, dar au fost corupți de Zane folosind Pergamentul Spinjitzului Interzis, care la rândul său a fost manipulat de Vex pentru a se răzbuna pe vechiul său popor, Formlingii, și reprezintă antagoniștii principali ai celei de-a doua jumătăți a sezonului 11. În cele din urmă, Zane reinstaurează pacea în tărâm iar toți Samuraii Viscolului redevin oameni.
- Împăratul de Gheață - este liderul Tărâmului Distrugerii și al armatei de Samurai ai Viscolului. Este dezvăluit ulterior că el este de fapt Zane, care și-a pierdut amintirile după ce a fost izgonit aici de Aspheera și a fost apoi manipulat de Vex să-l detroneze pe împăratul Grimfax, să formeze armata de Samurai ai Viscolului și să cauzeze distrugere în tărâm, inclusiv să-i înghețe pe Formlingi, vechiul popor al lui Vex. Cum timpul merge diferit în Tărâmul Distrugerii, Zane a petrecut deja câțiva ani în calitate de Împăratul de Gheață. În cele din urmă, Zane și-a recăpătat amintirile și a reinstaurat pacea în tărâm.
- Vex - este generalul armatei de Samurai ai Viscolului și mâna dreaptă și sfătuitorul Împăratului de Gheață. Este dezvăluit ulterior că el a fost cândva un Formling care nu-și putea schimba forma, cel mai probabil din cauza setei sale de putere, motiv pentru care a fost batjocorit și exclus de restul Formlingilor. Mai târziu, el a dat peste Zane și l-a manipulat să-l detroneze pe împăratul Grimfax, să formeze armata de Samurai ai Viscolului și să cauzeze distrugere în tărâm, inclusiv să-i înghețe pe Formlingi, drept răzbunare pentru cum l-au tratat. După ce Zane își recapătă amintirile și reinstaurează pacea în tărâm, Vex este izgonit de Formlingi pentru faptele sale.
- Grimax - este comandantul armatei de Samurai ai Viscolului, precum și fostul conducător al Tărâmului Distrugerii, înainte de a fi detronat și apoi corupt de Împăratul de Gheață și Vex. Mai târziu, el se aliază cu Lloyd și Kataru pentru a-l detrona pe Împăratul de Gheață. După ce Zane își recapătă amintirile și reinstaurează pacea în tărâm, Grimax redevine împărat.
- Boreal - este un dragon de gheață care păzește castelul Împăratului de Gheață și poate fi invocat de acesta folosindu-și sceptrul. El a fost folosit pentru a îngheța toți Formlingii, cu excepția Akitei și a lui Kataru, iar mai târziu și un sat de oameni de pe un lac. Boreal este în cele din urmă distrus de Kai în episodul 129, după ce acesta și-a recăpătat puterile.

##### Alți antagoniști
- Căpitanul Soto - este căpitanul unui echipaj de pirați, care au murit cu mulți ani în urmă. Soto este cel care l-a închis pe Nadakhan în Ceainicul lui Tyrahn cu mult timp în urmă. Soto și echipajul său au fost reînviați de către Lordul Garmadon în episodul 15, iar apoi învinși și trimiși la închisoarea Kryptarium de către Ninja. În sezonul 6, Soto i-a ajutat pe Ninja să-l învingă pe Nadakhan, dar cum toate evenimentele sezonului au fost șterse de către dorința lui Jay, Soto nu a fost eliberat niciodată din închisoare și nu s-a împrietenit cu Ninja.
- Sensei Yang - este o fantomă și antagonistul principal al episodului special. Yang a fost cândva un Sensei înțelept și creatorul Airjitzu, dar, căutând secretul nemuririi, el s-a transformat din greșeală pe sine și toți ucenicii săi în fantome cu Lama Yin și cu toții au rămas blocați în Templul Airjitzu, transformând în fantomă pe oricine nu reușea să iasă înainte de răsărit. Ani mai târziu, cei patru Ninja au intrat în templu pentru a lua pergamentul Airijitzu, pentru a-i ajuta să găsească Cristalul Tărâmurilor. Cole a fost singurul care nu a reușit să iasă la timp și astfel a devenit o fantomă. În episodul special, Yang reînvie mulți dintre ticăloșii din trecutul echipei Ninja și le dă șansa să-i omoare, în timp ce el încearcă să treacă printr-o elipsă lunară pentru a redeveni om. Yang este confruntat de Cole care distruge Lama Yin, permițându-le studenților lui Yang să redevină oameni. Cei doi se opresc din luptă după ce își dau seama că își doresc același lucru: să nu fie uitați. Astfel, Cole reușește să treacă prin eclipsă și redevine om, în timp ce Yang rămâne în urmă pentru a continua să păzească templul. Ninja transformă apoi Templul Airjitzu în noua lor bază, iar Yang continuă să locuiască în acesta, dar și-a acceptat soarta și este acum un aliat al echipei Ninja.

## Episoade
Episoadele serialului sunt împărțite în 15 sezoane consecutive, precum și un sezon pilot cu doar patru episoade și un episod special de 44 de minute intitulat "Ziua Răposaților". Cele 15 sezoane principale sunt intitulate "Ascensiune Șerpilor" (sezonul 1), "Moștenirea lui Ninja Verde" (sezonul 2), Reinițializarea (sezonul 3), "Turneul Elementelor" (sezonul 4), "Posedarea (sezonul 5) Pirații Cerului (sezonul 6), "Stăpănii Timpului" (sezonul 7), "Fiii lui Garmadon" (sezonul 8) , "Vânați" (sezonul 9), "Marșul Onilor (sezonul 10),  "Secretul Spinjitzului Interzis" (sezonul 11), "Imperiul Primar" (sezonul 12) "Maestrul Muntelui" (sezonul 13) "Insula" (miniserial), "La mare" (sezonul 14) și "Cristalizat" (sezonul 15).
Sezoanele de la 8 în prezent sunt puternic influențate de către filmul Lego Ninjago: Filmul, cu multe dintre personaje arătând identic cu versiunile lor din film și animația fiind în mod vizibil diferită. Cu toate acestea, sezonul 8 continuă povestea din sezoanele precedente și nu a filmului. Din lansarea sezonului 11, titlul serialului a fost scurtat ca simplu Ninjago și durata episoadelor s-a schimbat de la 22 de minute la 11 minute.
| Premiera originală                        | Premiera în România (Cartoon Network) | N/o | Titlu român                               | Titlu englez                             |  |
| ----------------------------------------- | ------------------------------------- | --- | ----------------------------------------- | ---------------------------------------- |  |
|                                           |                                       |     |                                           |                                          |  |
| EPISOADE PILOT                            |                                       |     |                                           |                                          |  |
|                                           |                                       |     |                                           |                                          |  |
| 14.01.2011                                | 18.02.2015                            | P1  | Calea unui Ninja                          | Way of the Ninja                         |  |
|                                           |                                       |     |                                           |                                          |  |
| 14.01.2011                                | 18.02.2015                            | P2  | Armele de aur                             | The Golden Weapons                       |  |
|                                           |                                       |     |                                           |                                          |  |
| 14.01.2011                                | 18.02.2015                            | P3  | Regele umbrelor                           | King of Shadows                          |  |
|                                           |                                       |     |                                           |                                          |  |
| 14.01.2011                                | 18.02.2015                            | P4  | Armele destinului                         | Weapons of Destiny                       |  |
|                                           |                                       |     |                                           |                                          |  |
| SEZONUL 1 - ASCENSIUNEA ȘERPILOR          |                                       |     |                                           |                                          |  |
|                                           |                                       |     |                                           |                                          |  |
| 02.12.2011                                | 23.02.2015                            | 01  | Ascensiunea serpilor                      | Rise of the Snakes                       |  |
|                                           |                                       |     |                                           |                                          |  |
| 02.12.2011                                | 23.02.2015                            | 02  | Acasă                                     | Home                                     |  |
|                                           |                                       |     |                                           |                                          |  |
| 25.01.2012                                | 24.02.2015                            | 03  | Mușcați de șarpe                          | Snakebit                                 |  |
|                                           |                                       |     |                                           |                                          |  |
| 01.02.2012                                | 24.02.2015                            | 04  | Să n-ai niciodată Încredere într-un șarpe | Never Trust a Snake                      |  |
|                                           |                                       |     |                                           |                                          |  |
| 08.02.2012                                | 25.02.2015                            | 05  | Un munte de probleme                      | Can of Worms                             |  |
|                                           |                                       |     |                                           |                                          |  |
| 15.02.2012                                | 25.02.2015                            | 06  | Regele șerpilor                           | The Snake King                           |  |
|                                           |                                       |     |                                           |                                          |  |
| 22.02.2012                                | 26.02.2015                            | 07  | Tic-tac                                   | Tick Tock                                |  |
|                                           |                                       |     |                                           |                                          |  |
| 07.03.2012                                | 26.02.2015                            | 08  | Idilă în coadă de șarpe                   | Once Bitten, Twice Shy                   |  |
|                                           |                                       |     |                                           |                                          |  |
| 14.03.2012                                | 27.02.2015                            | 09  | Fierarii regali                           | The Royal Blacksmiths                    |  |
|                                           |                                       |     |                                           |                                          |  |
| 21.03.2012                                | 27.02.2015                            | 10  | Ninja verde                               | The Green Ninja                          |  |
|                                           |                                       |     |                                           |                                          |  |
| 28.03.2012                                | 02.03.2015                            | 11  | Totul Din Nimic                           | All of Nothing                           |  |
|                                           |                                       |     |                                           |                                          |  |
| 04.04.2012                                | 02.03.2015                            | 12  | Ascensiunea Marelui Devorator             | The Rise of the Great Devourer           |  |
|                                           |                                       |     |                                           |                                          |  |
| 11.04.2012                                | 03.03.2015                            | 13  | Ziua Marelui Devorator                    | The Day of the Great Devourer            |  |
|                                           |                                       |     |                                           |                                          |  |
| SEZONUL 2 - MOȘTENIREA LUI NINJA VERDE    |                                       |     |                                           |                                          |  |
|                                           |                                       |     |                                           |                                          |  |
| 18.07.2012                                | 03.03.2015                            | 14  | Întunericul Se Lasă                       | Darkness Shall Rise                      |  |
|                                           |                                       |     |                                           |                                          |  |
| 25.07.2012                                | 04.03.2015                            | 15  | Pirați contra Ninja                       | Pirates vs. Ninja                        |  |
|                                           |                                       |     |                                           |                                          |  |
| 01.08.2012                                | 04.03.2015                            | 16  | Necazuri la pătrat                        | Double Trouble                           |  |
|                                           |                                       |     |                                           |                                          |  |
| 08.08.2012                                | 05.03.2015                            | 17  | Cursa NinjaBall                           | Ninjaball Run                            |  |
|                                           |                                       |     |                                           |                                          |  |
| 15.08.2012                                | 05.03.2015                            | 18  | Joacă De Copii                            | Child’s Play                             |  |
|                                           |                                       |     |                                           |                                          |  |
| 22.08.2012                                | 06.03.2015                            | 19  | În Locul Nepotrivit, La Timpul Nepotrivit | Wrong Place, Wrong Time                  |  |
|                                           |                                       |     |                                           |                                          |  |
| 03.10.2012                                | 06.03.2015                            | 20  | Armata de piatră                          | The Stone Army                           |  |
|                                           |                                       |     |                                           |                                          |  |
| 10.10.2012                                | 09.03.2015                            | 21  | Ziua În Care Ninjago A Împietrit          | The Day NinjaGo Stood Still              |  |
|                                           |                                       |     |                                           |                                          |  |
| 17.10.2012                                | 09.03.2015                            | 22  | Ultima călătorie Pe Mare                  | The Last Voyage                          |  |
|                                           |                                       |     |                                           |                                          |  |
| 24.10.2012                                | 10.03.2015                            | 23  | Insula întunericului                      | Island of Darkness                       |  |
|                                           |                                       |     |                                           |                                          |  |
| 07.11.2012                                | 10.03.2015                            | 24  | Ultima speranță                           | The Last Hope                            |  |
|                                           |                                       |     |                                           |                                          |  |
| 14.11.2012                                | 11.03.2015                            | 25  | Intoarcerea Suzeranului                   | Return of the Overlord                   |  |
|                                           |                                       |     |                                           |                                          |  |
| 21.11.2012                                | 11.03.2015                            | 26  | Ascensiunea Maestrului Spinjitzu          | Rise of the Spinjitzu Master             |  |
|                                           |                                       |     |                                           |                                          |  |
| SEZONUL 3 - REINIȚIALIZAREA               |                                       |     |                                           |                                          |  |
|                                           |                                       |     |                                           |                                          |  |
| 29.01.2014                                | 11.03.2015                            | 27  | Valul                                     | The Surge                                |  |
|                                           |                                       |     |                                           |                                          |  |
| 29.01.2014                                | 11.03.2015                            | 28  | Arta pumnului tăcut                       | The Art of the Silent Fist               |  |
|                                           |                                       |     |                                           |                                          |  |
| 16.04.2014                                | 12.03.2015                            | 29  | Pană de curent                            | Blackout                                 |  |
|                                           |                                       |     |                                           |                                          |  |
| 16.04.2014                                | 12.03.2015                            | 30  | Blestemul maestrului de aur               | The Curse of Golden Master               |  |
|                                           |                                       |     |                                           |                                          |  |
| 13.07.2014                                | 13.03.2015                            | 31  | Intrând în digivers                       | Enter the Digiverse                      |  |
|                                           |                                       |     |                                           |                                          |  |
| 13.07.2014                                | 13.03.2015                            | 32  | Nume de cod: Arcturus                     | Codename: Arcturus                       |  |
|                                           |                                       |     |                                           |                                          |  |
| 26.11.2014                                | 16.03.2015                            | 33  | Vidul                                     | The Void                                 |  |
|                                           |                                       |     |                                           |                                          |  |
| 26.11.2014                                | 16.03.2015                            | 34  | Ninja de titan                            | The Titanium Ninja                       |  |
|                                           |                                       |     |                                           |                                          |  |
| SEZONUL 4 - TURNEUL ELEMENTELOR           |                                       |     |                                           |                                          |  |
|                                           |                                       |     |                                           |                                          |  |
| 23.02.2015                                | 23.03.2015                            | 35  | Invitația                                 | The Invitation                           |  |
|                                           |                                       |     |                                           |                                          |  |
| 02.03.2015                                | 24.03.2015                            | 36  | Numai unul poate rămâne                   | Only One Can Remain                      |  |
|                                           |                                       |     |                                           |                                          |  |
| 09.03.2015                                | 25.03.2015                            | 37  | Jay versus Cole                           | Versus                                   |  |
|                                           |                                       |     |                                           |                                          |  |
| 16.03.2015                                | 26.03.2015                            | 38  | Ninja pe patine                           | Ninja Roll                               |  |
|                                           |                                       |     |                                           |                                          |  |
| 23.03.2015                                | 27.03.2015                            | 39  | Spion pentru un spion                     | Spy for a Spy                            |  |
|                                           |                                       |     |                                           |                                          |  |
| 30.03.2015                                | 30.03.2015                            | 40  | Vrăjit                                    | Spellbound                               |  |
|                                           |                                       |     |                                           |                                          |  |
| 31.03.2015                                | 31.03.2015                            | 41  | Elementul uitat                           | The Forgotten Element                    |  |
|                                           |                                       |     |                                           |                                          |  |
| 01.04.2015                                | 01.04.2015                            | 42  | Ziua dragonilor                           | The Day Of The Dragon                    |  |
|                                           |                                       |     |                                           |                                          |  |
| 02.04.2015                                | 02.04.2015                            | 43  | Cea mai mare teamă a tuturor              | The Greatest Fear Of All                 |  |
|                                           |                                       |     |                                           |                                          |  |
| 03.04.2015                                | 03.04.2015                            | 44  | Coridorul bătrânilor                      | The Corridor Of Elders                   |  |
|                                           |                                       |     |                                           |                                          |  |
| SEZONUL 5 - POSEDAREA                     |                                       |     |                                           |                                          |  |
|                                           |                                       |     |                                           |                                          |  |
| 29.06.2015                                | 22.06.2015                            | 45  | Vântul schimbării                         | Winds of Change                          |  |
|                                           |                                       |     |                                           |                                          |  |
| 30.06.2015                                | 23.06.2015                            | 46  | Poveste cu fantome                        | Ghost Story                              |  |
|                                           |                                       |     |                                           |                                          |  |
| 01.07.2015                                | 24.06.2015                            | 47  | Stix și multă apă                         | Stix and water                           |  |
|                                           |                                       |     |                                           |                                          |  |
| 02.07.2015                                | 25.06.2015                            | 48  | Templul bântuit                           | The Temple on Haunted Hill               |  |
|                                           |                                       |     |                                           |                                          |  |
| 03.07.2015                                | 26.06.2015                            | 49  | Cucu-bau                                  | Peak-a-Boo                               |  |
|                                           |                                       |     |                                           |                                          |  |
| 06.07.2015                                | 29.06.2015                            | 50  | Veni regatul                              | Kingdom Come                             |  |
|                                           |                                       |     |                                           |                                          |  |
| 07.07.2015                                | 30.06.2015                            | 51  | Căi încurcate                             | The Crooked Path                         |  |
|                                           |                                       |     |                                           |                                          |  |
| 08.07.2015                                | 25.07.2015                            | 52  | Pericolul din mormânt                     | Grave Danger                             |  |
|                                           |                                       |     |                                           |                                          |  |
| 09.07.2015                                | 25.07.2015                            | 53  | Lumea blestemată                          | Curse World                              |  |
| 10.07.2015                                | 25.07.2015                            | 54  | Lumea blestemată                          | Curse World                              |  |
|                                           |                                       |     |                                           |                                          |  |
| SEZONUL 6 - PIRAȚII CERULUI               |                                       |     |                                           |                                          |  |
|                                           |                                       |     |                                           |                                          |  |
| 02.01.2016                                | 08.04.2016                            | 55  | Vedetele                                  | Infamous                                 |  |
|                                           |                                       |     |                                           |                                          |  |
| 03.01.2016                                | 08.04.2016                            | 56  | Inamicul public numărul unu               | Public Enemy Number One                  |  |
|                                           |                                       |     |                                           |                                          |  |
| 09.01.2016                                | 15.04.2016                            | 57  | Codificat                                 | Enkrypted                                |  |
|                                           |                                       |     |                                           |                                          |  |
| 10.01.2016                                | 15.04.2016                            | 58  | Fortăreața renaște                        | Misfortune Rising                        |  |
|                                           |                                       |     |                                           |                                          |  |
| 16.01.2016                                | 22.04.2016                            | 59  | O dorință și o rugăciune                  | On a Wish and a Prayer                   |  |
|                                           |                                       |     |                                           |                                          |  |
| 17.01.2016                                | 22.04.2016                            | 60  | Cina mea cu Nadakhan                      | My Dinner with Nadakhan                  |  |
|                                           |                                       |     |                                           |                                          |  |
| 23.01.2016                                | 29.04.2016                            | 61  | Maeștrii dorințelor                       | Wishmasters                              |  |
|                                           |                                       |     |                                           |                                          |  |
| 24.01.2016                                | 29.04.2016                            | 62  | În ultimă instanță                        | The Last Resort                          |  |
|                                           |                                       |     |                                           |                                          |  |
| 30.01.2016                                | 06.05.2016                            | 63  | Operațiunea pământ la orizont!            | Operation Land Ho!                       |  |
|                                           |                                       |     |                                           |                                          |  |
| 31.01.2016                                | 06.05.2016                            | 64  | Drumul înapoi                             | The Way Back                             |  |
|                                           |                                       |     |                                           |                                          |  |
| EPISOD SPECIAL                            |                                       |     |                                           |                                          |  |
|                                           |                                       |     |                                           |                                          |  |
| 29.10.2016                                | 29.10.2016                            | S1  | Ziua Răposaților                          | Day of the Departed                      |  |
|                                           |                                       |     |                                           |                                          |  |
| SEZONUL 7 - STĂPĂNII TIMPULUI             |                                       |     |                                           |                                          |  |
|                                           |                                       |     |                                           |                                          |  |
| 15.05.2017                                | 24.04.2017                            | 65  | Mâinile Timpului                          | Hands of Time                            |  |
|                                           |                                       |     |                                           |                                          |  |
| 16.05.2017                                | 25.04.2017                            | 66  | Ecloziunea                                | The Hatching                             |  |
|                                           |                                       |     |                                           |                                          |  |
| 17.05.2017                                | 26.04.2017                            | 67  | Vremea trădătorilor                       | A Time of Traitors                       |  |
|                                           |                                       |     |                                           |                                          |  |
| 18.05.2017                                | 27.04.2017                            | 68  | Căutătorii                                | Scavengers                               |  |
|                                           |                                       |     |                                           |                                          |  |
| 19.05.2017                                | 28.04.2017                            | 69  | Linie în nisip                            | A Line in the Sand                       |  |
|                                           |                                       |     |                                           |                                          |  |
| 22.05.2017                                | 05.06.2017                            | 70  | Atacul                                    | The Attack                               |  |
|                                           |                                       |     |                                           |                                          |  |
| 23.05.2017                                | 06.06.2017                            | 71  | Secrete dezvăluite                        | Secrets Discovered                       |  |
|                                           |                                       |     |                                           |                                          |  |
| 24.05.2017                                | 07.06.2017                            | 72  | Pauză și Efect                            | Pause and Effect                         |  |
|                                           |                                       |     |                                           |                                          |  |
| 25.05.2017                                | 08.06.2017                            | 73  | Din lac în marea clocotindă               | Out of the Fire and into the Boiling Sea |  |
|                                           |                                       |     |                                           |                                          |  |
| 26.05.2017                                | 09.06.2017                            | 74  | Pierduți în timp                          | Lost in Time                             |  |
|                                           |                                       |     |                                           |                                          |  |
| SEZONUL 8 - FII LUI GARMADON              |                                       |     |                                           |                                          |  |
|                                           |                                       |     |                                           |                                          |  |
| 16.04.2018                                | 30.04.2018                            | 75  | Masca decepției                           | The Mask of Deception                    |  |
|                                           |                                       |     |                                           |                                          |  |
| 23.04.2018                                | 01.05.2018                            | 76  | Prințesa de jad                           | The Jade Princess                        |  |
|                                           |                                       |     |                                           |                                          |  |
| 30.04.2018                                | 02.05.2018                            | 77  | Oni și dragonul                           | The Oni and the Dragon                   |  |
|                                           |                                       |     |                                           |                                          |  |
| 07.05.2018                                | 03.05.2018                            | 78  | Șarpele jaguar                            | Snake Jaguar                             |  |
|                                           |                                       |     |                                           |                                          |  |
| 14.05.2018                                | 04.05.2018                            | 79  | Neliniștea norilor                        | Dead Man's Squall                        |  |
|                                           |                                       |     |                                           |                                          |  |
| 21.05.2018                                | 07.05.2018                            | 80  | Cel tăcut                                 | The Quiet One                            |  |
|                                           |                                       |     |                                           |                                          |  |
| 22.05.2018                                | 08.05.2018                            | 81  | Jocul măștilor                            | Game of Masks                            |  |
|                                           |                                       |     |                                           |                                          |  |
| 23.05.2018                                | 09.05.2018                            | 82  | Vremea terorii                            | Dread on Arrival                         |  |
|                                           |                                       |     |                                           |                                          |  |
| 24.05.2018                                | 10.05.2018                            | 83  | Adevăratul potențial                      | True Potential                           |  |
|                                           |                                       |     |                                           |                                          |  |
| 25.05.2018                                | 11.05.2018                            | 84  | Probleme mari, micule Ninjago             | Big Trouble, Little Ninjago              |  |
|                                           |                                       |     |                                           |                                          |  |
| SEZONUL 9 - VÂNAȚI                        |                                       |     |                                           |                                          |  |
|                                           |                                       |     |                                           |                                          |  |
| 30.06.2018                                | 26.11.2018                            | 85  | Primul născut                             | First bourne                             |  |
|                                           |                                       |     |                                           |                                          |  |
| 5.07.2018                                 | 27.11.2018                            | 86  | Fier și piatră                            | Iron and Stone                           |  |
|                                           |                                       |     |                                           |                                          |  |
| 6.07.2018                                 | 28.11.2018                            | 87  | Radio Ninjago Liber                       | Radio Free Ninjago                       |  |
|                                           |                                       |     |                                           |                                          |  |
| 10.07.2018                                | 29.11.2018                            | 88  | Să construim un dragon                    | How to Build a Dragon                    |  |
|                                           |                                       |     |                                           |                                          |  |
| 11.07.2018                                | 30.11.2018                            | 89  | Cărarea poleită                           | The Glided Path                          |  |
|                                           |                                       |     |                                           |                                          |  |
| 12.07.2018                                | 03.12.2018                            | 90  | Două minciuni, un adevăr                  | Two Lies, One Truth                      |  |
|                                           |                                       |     |                                           |                                          |  |
| 13.07.2018                                | 04.12.2018                            | 91  | Veriga slabă                              | The Weakest Link                         |  |
|                                           |                                       |     |                                           |                                          |  |
| 17.07.2018                                | 05.12.2018                            | 92  | Salvând Speranța                          | Saving Faith                             |  |
|                                           |                                       |     |                                           |                                          |  |
| 18.07.2018                                | 06.12.2018                            | 93  | Lecții pentru maestru                     | Lessons for a Master                     |  |
|                                           |                                       |     |                                           |                                          |  |
| 19.07.2018                                | 07.12.2018                            | 94  | Esența Verdelui                           | Green Destiny                            |  |
|                                           |                                       |     |                                           |                                          |  |
| SEZONUL 10 - MARȘUL ONIlOR                |                                       |     |                                           |                                          |  |
|                                           |                                       |     |                                           |                                          |  |
| 19.04.2019                                | 06.04.2019                            | 95  | Se lasă întunericul                       | The Darkness Comes                       |  |
|                                           |                                       |     |                                           |                                          |  |
| 19.04.2019                                | 07.04.2019                            | 96  | În impas                                  | Into the Breach                          |  |
|                                           |                                       |     |                                           |                                          |  |
| 19.04.2019                                | 13.04.2019                            | 97  | Căderea                                   | The Fall                                 |  |
|                                           |                                       |     |                                           |                                          |  |
| 19.04.2019                                | 14.04.2019                            | 98  | Sfârșitul                                 | Endings                                  |  |
|                                           |                                       |     |                                           |                                          |  |
| SEZONUL 11 Secretul Spinjitzului interzis |                                       |     |                                           |                                          |  |
|                                           |                                       |     |                                           |                                          |  |
| 22.06.2019                                | 19.10.2019                            | 99  | Irosirea adevăratului potențial           | Wasted True Potential                    |  |
|                                           |                                       |     |                                           |                                          |  |
| 22.06.2019                                | 19.10.2019                            | 100 | Căutând o misiune                         | Questing for Quests                      |  |
|                                           |                                       |     |                                           |                                          |  |
| 29.06.2019                                | 20.10.2019                            | 101 | Un start greoi                            | A Rocky Start                            |  |
|                                           |                                       |     |                                           |                                          |  |
| 29.06.2019                                | 20.10.2019                            | 102 | În burta monstrului                       | The Belly of The Beast                   |  |
|                                           |                                       |     |                                           |                                          |  |
| 06.07.2019                                | 21.10.2019                            | 103 | Capcanele și cum să le eviți              | Boobytraps and How to Survive Them       |  |
|                                           |                                       |     |                                           |                                          |  |
| 06.07.2019                                | 21.10.2019                            | 104 | Știrile nu iau pauză                      | The News Never Sleeps                    |  |
|                                           |                                       |     |                                           |                                          |  |
| 13.07.2019                                | 22.10.2019                            | 105 | Ninja versus lavă                         | Ninja vs. Lava                           |  |
|                                           |                                       |     |                                           |                                          |  |
| 13.07.2019                                | 22.10.2019                            | 106 | Apocalipsa serpentină                     | Snaketastrophy                           |  |
|                                           |                                       |     |                                           |                                          |  |
| 20.07.2019                                | 23.10.2019                            | 107 | Fără putere                               | Powerless                                |  |
|                                           |                                       |     |                                           |                                          |  |
| 20.07.2019                                | 23.10.2019                            | 108 | Povestea de demult                        | Ancient History                          |  |
|                                           |                                       |     |                                           |                                          |  |
| 27.07.2019                                | 24.10.2019                            | 109 | Nu te încrede în nimeni                   | Never Trust a Human                      |  |
|                                           |                                       |     |                                           |                                          |  |
| 27.07.2019                                | 24.10.2019                            | 110 | Sub asediu                                | Under Siege                              |  |
|                                           |                                       |     |                                           |                                          |  |
| 03.08.2019                                | 25.10.2019                            | 111 | Clubul exploratorilor                     | The Explorer's Club                      |  |
|                                           |                                       |     |                                           |                                          |  |
| 03.08.2019                                | 25.10.2019                            | 112 | Răzbunarea e a mea                        | Vengeance is Mine!                       |  |
|                                           |                                       |     |                                           |                                          |  |
| 10.08.2019                                | 26.10.2019                            | 113 | O despărțire dureroasă                    | A Cold Goodbye                           |  |
|                                           |                                       |     |                                           |                                          |  |
| 13.12.2019                                | 25.01.2020                            | 114 | Tărâmul de dincolo                        | The Never-Realm                          |  |
|                                           |                                       |     |                                           |                                          |  |
| 13.12.2019                                | 25.01.2020                            | 115 | Stăpânul focului                          | Fire Maker                               |  |
|                                           |                                       |     |                                           |                                          |  |
| 21.12.2019                                | 26.01.2020                            | 116 | Un aliat neobișnuit                       | An Unlikely Ally                         |  |
|                                           |                                       |     |                                           |                                          |  |
| 21.12.2019                                | 26.01.2020                            | 117 | Cel mai feroce                            | The Absolute Worst                       |  |
|                                           |                                       |     |                                           |                                          |  |
| 28.12.2019                                | 27.01.2020                            | 118 | Mesajul                                   | The Message                              |  |
|                                           |                                       |     |                                           |                                          |  |
| 28.12.2019                                | 27.01.2020                            | 119 | Copacul călătorului                       | The Traveler's Tree                      |  |
|                                           |                                       |     |                                           |                                          |  |
| 04.01.2020                                | 28.01.2020                            | 120 | Strigătul lui Krag                        | Krag's Lament                            |  |
|                                           |                                       |     |                                           |                                          |  |
| 04.01.2020                                | 28.01.2020                            | 121 | Secretul lupului                          | Secret of the Wolf                       |  |
|                                           |                                       |     |                                           |                                          |  |
| 11.01.2020                                | 29.01.2020                            | 122 | Ultima dintre schimbători                 | The Last of the Formlings                |  |
|                                           |                                       |     |                                           |                                          |  |
| 11.01.2020                                | 29.01.2020                            | 123 | Inamicul și prietenul meu                 | My Enemy, My Friend                      |  |
|                                           |                                       |     |                                           |                                          |  |
| 18.01.2020                                | 30.01.2020                            | 124 | Protocolul Kaiju                          | The Kaiju Protocol                       |  |
|                                           |                                       |     |                                           |                                          |  |
| 18.01.2020                                | 30.01.2020                            | 125 | Pervertirea                               | Corruption                               |  |
|                                           |                                       |     |                                           |                                          |  |
| 25.01.2020                                | 31.01.2020                            | 126 | O urmă de speranță                        | A Fragile Hope                           |  |
|                                           |                                       |     |                                           |                                          |  |
| 25.01.2020                                | 31.01.2020                            | 127 | O dată pentru totdeauna                   | Once and For All                         |  |
|                                           |                                       |     |                                           |                                          |  |
| 01.02.2020                                | 01.02.2020                            | 128 | Trezirea                                  | Awakenings                               |  |
|                                           |                                       |     |                                           |                                          |  |
| SEZONUL 12 - IMPERIUL PRIMAR              |                                       |     |                                           |                                          |  |
|                                           |                                       |     |                                           |                                          |  |
| 19.07.2020                                | 26.09.2020                            | 129 | Ați dori să accesați Imperiul Primar      | Would You Like to Enter Prime Empire?    |  |
|                                           |                                       |     |                                           |                                          |  |
| 19.07.2020                                | 26.09.2020                            | 130 | Insula Dyer                               | Dyer Island                              |  |
|                                           |                                       |     |                                           |                                          |  |
| 19.07.2020                                | 27.09.2020                            | 131 | Nivelul treisprezece                      | Level Thirteen                           |  |
|                                           |                                       |     |                                           |                                          |  |
| 19.07.2020                                | 27.09.2020                            | 132 | Jay superstarul rock                      | Superstar Rockin' Jay                    |  |
|                                           |                                       |     |                                           |                                          |  |
| 26.07.2020                                | 03.10.2020                            | 133 | Eu sunt Okino                             | I Am Okino                               |  |
|                                           |                                       |     |                                           |                                          |  |
| 26.07.2020                                | 03.10.2020                            | 134 | Eroarea                                   | The Glitch                               |  |
|                                           |                                       |     |                                           |                                          |  |
| 02.08.2020                                | 04.10.2020                            | 135 | Stâncile isteriei                         | The Cliffs of Hysteria                   |  |
|                                           |                                       |     |                                           |                                          |  |
| 02.08.2020                                | 04.10.2020                            | 136 | Labirintul dragonului roșu                | The Maze of the Red Dragon               |  |
|                                           |                                       |     |                                           |                                          |  |
| 09.08.2020                                | 10.10.2020                            | 137 | Pas înainte, doi pași înapoi              | One Step Forward, Two Steps Back         |  |
|                                           |                                       |     |                                           |                                          |  |
| 09.08.2020                                | 10.10.2020                            | 138 | Pilotul șapte                             | Racer Seven                              |  |
|                                           |                                       |     |                                           |                                          |  |
| 16.08.2020                                | 11.10.2020                            | 139 | Cursa cinci miliarde                      | The Speedway Five-Billion                |  |
|                                           |                                       |     |                                           |                                          |  |
| 16.08.2020                                | 11.10.2020                            | 140 | Stop, stai și defilează                   | Stop, Drop and Side Scroll               |  |
|                                           |                                       |     |                                           |                                          |  |
| 23.08.2020                                | 17.10.2020                            | 141 | Ninjago confidențial                      | Ninjago Confidential                     |  |
|                                           |                                       |     |                                           |                                          |  |
| 23.08.2020                                | 17.10.2020                            | 142 | Tatăl risipitor                           | The Prodigal Father                      |  |
|                                           |                                       |     |                                           |                                          |  |
| 30.08.2020                                | 18.10.2020                            | 143 | Templul nebuniei                          | The Temple of Madness                    |  |
|                                           |                                       |     |                                           |                                          |  |
| 30.08.2020                                | 18.10.2020                            | 144 | Jocul s-a sfârșit                         | Game Over                                |  |
|                                           |                                       |     |                                           |                                          |  |
| SEZONUL 13 - MAESTRUL MUNTELUI            |                                       |     |                                           |                                          |  |
|                                           |                                       |     |                                           |                                          |  |
| 13.09.2020                                | 24.10.2020                            | 145 | Shintaro                                  | Shintaro                                 |  |
|                                           |                                       |     |                                           |                                          |  |
| 13.09.2020                                | 24.10.2020                            | 146 | În întuneric                              | Into the Dark                            |  |
|                                           |                                       |     |                                           |                                          |  |
| 20.09.2020                                | 25.10.2020                            | 147 | Cea mai jalnică operațiune de salvare     | The Worst Rescue Ever                    |  |
|                                           |                                       |     |                                           |                                          |  |
| 20.09.2020                                | 25.10.2020                            | 148 | Cele două săbii                           | The Two Blades                           |  |
|                                           |                                       |     |                                           |                                          |  |
| 27.09.2020                                | 31.10.2020                            | 149 | Regina nătângilor                         | Queen of the Munce                       |  |
|                                           |                                       |     |                                           |                                          |  |
| 27.09.2020                                | 31.10.2020                            | 150 | Proces marca mino                         | Trial By Mino                            |  |
|                                           |                                       |     |                                           |                                          |  |
| 04.10.2020                                | 01.11.2020                            | 151 | Vrăjitorul Craniu                         | The Skull Sorcerer                       |  |
|                                           |                                       |     |                                           |                                          |  |
| 04.10.2020                                | 01.11.2020                            | 152 | Adevărata cădere                          | The Real Fall                            |  |
|                                           |                                       |     |                                           |                                          |  |
| 11.10.2020                                | 07.11.2020                            | 153 | Grupul din temniță                        | Dungeon Party!                           |  |
|                                           |                                       |     |                                           |                                          |  |
| 11.10.2020                                | 07.11.2020                            | 154 | Turul din temniță!                        | Dungeon Crawl!                           |  |
|                                           |                                       |     |                                           |                                          |  |
| 18.10.2020                                | 08.11.2020                            | 155 | Aduce durere                              | Grief Bringer                            |  |
|                                           |                                       |     |                                           |                                          |  |
| 18.10.2020                                | 08.11.2020                            | 156 | Maeștrii nu renunță niciodată             | Masters Never Quit                       |  |
|                                           |                                       |     |                                           |                                          |  |
| 25.10.2020                                | 14.11.2020                            | 157 | Cel mai întunecat ceas                    | The Darkest Hour                         |  |
|                                           |                                       |     |                                           |                                          |  |
| 25.10.2020                                | 14.11.2020                            | 158 | Urcarea                                   | The Ascent                               |  |
|                                           |                                       |     |                                           |                                          |  |
| 01.11.2020                                | 15.11.2020                            | 159 | Cei de sus contraatacă                    | The Upply Strike Back!                   |  |
|                                           |                                       |     |                                           |                                          |  |
| 01.11.2020                                | 15.11.2020                            | 160 | Fiul lui Lilly                            | The Son of Lilly                         |  |
|                                           |                                       |     |                                           |                                          |  |
| MINISERIAL - INSULA                       |                                       |     |                                           |                                          |  |
|                                           |                                       |     |                                           |                                          |  |
| 07.03.2021                                | 11.10.2021                            | 161 | Necercetat                                | Uncharted                                |  |
|                                           |                                       |     |                                           |                                          |  |
| 07.03.2021                                | 11.10.2021                            | 162 | Păzitorii amuletei                        | The Keepers of the Amulet                |  |
|                                           |                                       |     |                                           |                                          |  |
| 14.03.2021                                | 12.10.2021                            | 163 | Jay darul                                 | The Gift of Jay                          |  |
|                                           |                                       |     |                                           |                                          |  |
| 14.03.2021                                | 12.10.2021                            | 164 | Dintele Wojirei                           | The Tooth of Wojira                      |  |
|                                           |                                       |     |                                           |                                          |  |
| SEZONUL 14 - LA MARE                      |                                       |     |                                           |                                          |  |
|                                           |                                       |     |                                           |                                          |  |
| 04.04.2021                                | 13.10.2021                            | 165 | Un mare val                               | A Big Splash                             |  |
|                                           |                                       |     |                                           |                                          |  |
| 04.04.2021                                | 13.10.2021                            | 166 | Chemarea adâncurilor                      | The Call of the Deep                     |  |
|                                           |                                       |     |                                           |                                          |  |
| 11.04.2021                                | 14.10.2021                            | 167 | De nescufundat                            | Unsinkable                               |  |
|                                           |                                       |     |                                           |                                          |  |
| 11.04.2021                                | 14.10.2021                            | 168 | Cinci mii de metri adâncime               | Five Thousand Fathoms Down               |  |
|                                           |                                       |     |                                           |                                          |  |
| 18.04.2021                                | 15.10.2021                            | 169 | Furia lui Kalmaar                         | The Wrath of Kalmaar                     |  |
|                                           |                                       |     |                                           |                                          |  |
| 18.04.2021                                | 15.10.2021                            | 170 | Traiasca regele                           | Long Live the King                       |  |
|                                           |                                       |     |                                           |                                          |  |
| 25.04.2021                                | 18.10.2021                            | 171 | Evadarea din Merlopia                     | Escape from Merlopia                     |  |
|                                           |                                       |     |                                           |                                          |  |
| 25.04.2021                                | 18.10.2021                            | 172 | Povestea lui Benthomaar                   | The Tale of Benthomaar                   |  |
|                                           |                                       |     |                                           |                                          |  |
| 27.04.2021                                | 19.10.2021                            | 173 | Amuleta furtunii                          | The Storm Amulet                         |  |
|                                           |                                       |     |                                           |                                          |  |
| 27.04.2021                                | 19.10.2021                            | 174 | Ghicitoarea Sfinxului                     | Riddle of the Sphinx                     |  |
|                                           |                                       |     |                                           |                                          |  |
| 28.04.2021                                | 20.10.2021                            | 175 | Fata cu ziarele                           | Papergirl                                |  |
|                                           |                                       |     |                                           |                                          |  |
| 28.04.2021                                | 20.10.2021                            | 176 | Maestrul apei                             | Master of the Sea                        |  |
|                                           |                                       |     |                                           |                                          |  |
| 29.04.2021                                | 21.10.2021                            | 177 | Liniștea dinaintea furtunii               | The Calm Before the Storm                |  |
|                                           |                                       |     |                                           |                                          |  |
| 29.04.2021                                | 21.10.2021                            | 178 | Asaltul din Orasul Ninjago                | Assault on Ninjago City                  |  |
|                                           |                                       |     |                                           |                                          |  |
| 30.04.2021                                | 22.10.2021                            | 179 | Nyad                                      | Nyad                                     |  |
|                                           |                                       |     |                                           |                                          |  |
| 30.04.2021                                | 22.10.2021                            | 180 | Întorsătura valului                       | The Turn of the Tide                     |  |
|                                           |                                       |     |                                           |                                          |  |
| SEZONUL 15 - CRISTALIZAT                  |                                       |     |                                           |                                          |  |
|                                           |                                       |     |                                           |                                          |  |
| 20.05.2022                                | 07.11.2022                            | 181 | Adio, mare                                | Farewell the Sea                         |  |
|                                           |                                       |     |                                           |                                          |  |
| 20.05.2022                                | 07.11.2022                            | 182 | Chemarea de acasă                         | The Call of Home                         |  |
|                                           |                                       |     |                                           |                                          |  |
| 20.05.2022                                | 08.11.2022                            | 183 | Forma Nyei                                | The Shape of Nya                         |  |
|                                           |                                       |     |                                           |                                          |  |
| 20.05.2022                                | 08.11.2022                            | 184 | Un impediment primar                      | A Mayor Problem                          |  |
|                                           |                                       |     |                                           |                                          |  |
| 20.05.2022                                | 09.11.2022                            | 185 | Inamicii publici numărul 1, 2, 3, 4 și 5  | Public Enemies 1, 2, 3, 4 and 5!         |  |
|                                           |                                       |     |                                           |                                          |  |
| 20.05.2022                                | 09.11.2022                            | 186 | O Promisiune Dureroasă                    | A Painful Promise                        |  |
|                                           |                                       |     |                                           |                                          |  |
| 20.05.2022                                | 10.11.2022                            | 187 | Orașul Ninjago vs. Ninja                  | Ninjago City vs. Ninja                   |  |
|                                           |                                       |     |                                           |                                          |  |
| 20.05.2022                                | 10.11.2022                            | 188 | În Uniformele Închisorii Kryptarium       | Kryptarium Prison Blues                  |  |
|                                           |                                       |     |                                           |                                          |  |
| 20.05.2022                                | 11.11.2022                            | 189 | Hounddog McBrag                           | Hounddog McBrag                          |  |
|                                           |                                       |     |                                           |                                          |  |
| 20.05.2022                                | 11.11.2022                            | 190 | Beneficiul Suferinței                     | The Benefit of Grief                     |  |
|                                           |                                       |     |                                           |                                          |  |
| 20.05.2022                                | 14.11.2022                            | 191 | Al Cincilea Răufăcător                    | The Fifth Villain                        |  |
|                                           |                                       |     |                                           |                                          |  |
| 20.05.2022                                | 14.11.2022                            | 192 | Consiliul Regelui de Cristal              | The Council of the Crystal King          |  |
|                                           |                                       |     |                                           |                                          |  |
| 01.10.2022                                | 15.11.2022                            | 193 | O Umbră Sinistră                          | A Sinister Shadow                        |  |
|                                           |                                       |     |                                           |                                          |  |
| 01.10.2022                                | 15.11.2022                            | 194 | Planul Păianjenului                       | The Spider's Design                      |  |
|                                           |                                       |     |                                           |                                          |  |
| 01.10.2022                                | 16.11.2022                            | 195 | Căderea Mănăstirii                        | The Fall of the Monastery                |  |
|                                           |                                       |     |                                           |                                          |  |
| 01.10.2022                                | 16.11.2022                            | 196 | Întunericul Interior                      | Darkness Within                          |  |
|                                           |                                       |     |                                           |                                          |  |
| 01.10.2022                                | 17.11.2022                            | 197 | Sosirea Regelui                           | The Coming of the King                   |  |
|                                           |                                       |     |                                           |                                          |  |
| 01.10.2022                                | 17.11.2022                            | 198 | Întoarcerea la Ochiul lui Primeval        | Return to Primeval's Eye                 |  |
|                                           |                                       |     |                                           |                                          |  |
| 01.10.2022                                | 18.11.2022                            | 199 | Cristastrofa                              | Crytastrophe                             |  |
|                                           |                                       |     |                                           |                                          |  |
| 01.10.2022                                | 18.11.2022                            | 200 | Christoferigă                             | Christofern                              |  |
|                                           |                                       |     |                                           |                                          |  |
| 01.10.2022                                | 21.11.2022                            | 201 | O Lecție despre Furie                     | A Lesson in Anger                        |  |
|                                           |                                       |     |                                           |                                          |  |
| 01.10.2022                                | 21.11.2022                            | 202 | Curajos dar Naiv                          | Brave, But Foolish                       |  |
|                                           |                                       |     |                                           |                                          |  |
| 01.10.2022                                | 22.11.2022                            | 203 | Momentul Renunțării                       | Quittin' Time!                           |  |
|                                           |                                       |     |                                           |                                          |  |
| 01.10.2022                                | 22.11.2022                            | 204 | Întoarcerea Împăratului de Gheață         | Return of the Ice Emperor                |  |
|                                           |                                       |     |                                           |                                          |  |
| 01.10.2022                                | 23.11.2022                            | 205 | Un Refugiu Sigur                          | Safe Haven                               |  |
|                                           |                                       |     |                                           |                                          |  |
| 01.10.2022                                | 23.11.2022                            | 206 | Compatibili                               | Compatible                               |  |
|                                           |                                       |     |                                           |                                          |  |
| 01.10.2022                                | 24.11.2022                            | 207 | Apeluri de Urgență                        | Distress Call                            |  |
|                                           |                                       |     |                                           |                                          |  |
| 01.10.2022                                | 24.11.2022                            | 208 | O Problemă de Încredere                   | An Issue of Trust                        |  |
|                                           |                                       |     |                                           |                                          |  |
| 01.10.2022                                | 25.11.2022                            | 209 | Forma Dragonului                          | Dragon Form                              |  |
|                                           |                                       |     |                                           |                                          |  |
| 01.10.2022                                | 25.11.2022                            | 210 | Rădăcini                                  | Roots                                    |  |

## Vezi și
- Ninjago: Ascensiunea Dragonilor
- Lego Legendele din Chima
- Lego: Cavalerii Nexo
- Lego: Dreamzzz

## Legături externe
- Lego Ninjago: Maeștrii Spinjitzu la Internet Movie Database
- Jocuri cu Maeștrii Spinjitzului